# Antonin Artaud
Pour les articles homonymes, voir Artaud.
Œuvres principales
Le Pèse-Nerfs (1927), Héliogabale ou l'Anarchiste couronné (1934), Le Théâtre et son double (1938),  Pour en finir avec le jugement de dieu, suivi de Théâtre de la cruauté (1948)
Compléments
A influencé le nouveau théâtre américain dont le Living Theater et l'Open Theatre.
Antonin Artaud, né le 4 septembre 1896 à Marseille et mort le 4 mars 1948 à Ivry-sur-Seine, est un théoricien du théâtre, acteur, écrivain, essayiste, dessinateur et poète français.
La poésie, la mise en scène, la drogue, les pèlerinages, le dessin et la radio, chacune de ces activités a été un outil entre ses mains, un moyen pour développer son art.
Toute sa vie, il a lutté contre des douleurs physiques, diagnostiquées comme issues de syphilis héréditaire, avec des médicaments, des drogues. Cette omniprésence de la douleur influe sur ses relations comme sur sa création. Il subit aussi des séries d’électrochocs lors d’internements successifs, et il passe les dernières années de sa vie dans des hôpitaux psychiatriques, notamment celui de Rodez. Si ses déséquilibres mentaux ont rendu ses relations humaines difficiles, ils ont aussi contribué à alimenter sa création. Il y a d’un côté ses textes « fous de Rodez et de la fin de sa vie », de l’autre, selon Évelyne Grossmann, les textes fulgurants de ses débuts.
Inventeur du concept de « théâtre de la cruauté » dans Le Théâtre et son double, Artaud a tenté de transformer radicalement la littérature et surtout le théâtre. S’il n’y est pas parvenu de son vivant, il a certainement influencé les générations de l’après Mai 68, en particulier le théâtre américain, et les situationnistes de la fin des années 1960 qui se réclamaient de son esprit révolutionnaire. Il a aussi influencé le théâtre anarchiste Living Theatre, qui se réclame de lui dans la pièce The Brig où il met en pratique les théories d’Artaud.
Dans son œuvre, il fait délirer l’art (comme Gilles Deleuze, lecteur assidu d’Artaud, fera délirer la théorie autour du corps sans organes). Son œuvre graphique est également importante. Il a fait l’objet d’un legs important au Centre national d’art et de culture Georges-Pompidou en 1994. Une partie de ses œuvres a été exposée en 2011.

## Biographie
Sur la question de la biographie, Florence de Mèredieu juge que l’œuvre et la vie d’Artaud sont « un titanesque effort pour ruiner les balises et limites censées canaliser l’existence et l’être d’un individu. » Il se met en scène en continu, vivant comme à distance de lui-même. Il écrit « Antonin Artaud fut d’abord un modèle perverti, une esquisse essayée que j’ai reprise moi-même à un certain moment, pour rentrer chez moi habillé ». Il aurait ainsi travaillé à perturber toutes les données de ce qui est généralement qualifié comme un état civil.

### Jeunesse (1896-1920)
Antonin Artaud est né le 4 septembre 1896 à Marseille. Il est issu d’une famille bourgeoise aisée avec des racines maltaises, arméniennes, italiennes-venitiennes, grecques et françaises. Son père, Antoine-Roi Artaud, capitaine au long cours, et sa mère, Euphrasie Nalpas, sont cousins germains : ses deux grands-mères sont sœurs, élevées à Smyrne (aujourd'hui Izmir, en Turquie). L’une, Catherine Chilé, née à Smyrne, a été confiée à sa tante maternelle et élevée à Marseille, où elle a épousé Marius Artaud, l’autre, Mariette Chilé, née à Malte, a grandi à Smyrne, où elle a épousé Louis Nalpas (d'origine arménienne - Nalpasoglou, et italienne-grecque - Filipucci), marchand de fournitures pour navires. Son oncle maternel, John Nalpas, rencontre la sœur de son père, Louise Artaud, lors du mariage de leurs frères et sœurs, et ils se marient aussi. John et Louise s’installent à Marseille, les familles sont très proches, les enfants forment une tribu soudée. Antonin connaît à Marseille une petite enfance choyée dont il garde des souvenirs de tendresse et de chaleur.
Cette enfance est cependant perturbée par la maladie. Le premier trouble apparaît à l’âge de quatre ans et demi, lorsque l’enfant se plaint de maux de tête et qu’il voit double. On pense à une méningite consécutive à une chute. Déjà, on préconise l’électricité pour le soigner. Son père se procure une machine qui transmet l’électricité par des électrodes fixées sur la tête. Cette machine est décrite dans le Traité de thérapeutique des maladies nerveuses du docteur Grasser. Bien que très différent des électrochocs, ce système relève de l’électrothérapie et l’enfant Artaud en a beaucoup souffert.

D’autres traumatismes suivront. À six ans, il aurait failli se noyer lors d’un séjour chez sa grand-mère de Smyrne. Mais son premier grand choc vient de la mort d’une petite sœur âgée de sept mois, bousculée par un geste violent d’une bonne. Elle apparaît dans les écrits d’Antonin Artaud comme une de ses « filles de cœur » : 

« Germaine Artaud, étranglée à sept mois, m'a regardé du cimetière Saint-Pierre à Marseille jusqu'à ce jour de 1931, où, en plein Dôme à Montparnasse, j'eus l'impression qu'elle me regardait de tout près. »

Cependant, Antonin a aussi le sens du jeu et de la mise en scène. C’est à lui que l’on confie la mise en place de la crèche à Noël chaque année. Pour les enfants de la famille son talent de metteur en scène apparaît dans ses tableaux vivants : reproduction de tableaux célèbres, ou spectacles familiaux montés avec ses cousins. Souvent, les spectacles d’Antonin ont des « résonances macabres », par exemple un enterrement au crépuscule dans lequel Antonin occupe le rôle du cadavre. Une autre fois, il invente une mise en scène pour effrayer son cousin Marcel Nalpas : c’était, selon le récit de sa sœur, une mise en scène macabre avec installation de têtes de mort et de bougies dans une chambre. Antonin fait ensuite entrer Marcel en déclamant un poème de Baudelaire. D’abord effrayé, Marcel finit par rire de la situation avec Antonin. Marcel était ami de Marcel Pagnol, qui le cite dans « Le temps des secrets », sous son pseudonyme de « Nelps », abréviation de Nalpas. Dans ce Théâtre de la cruauté, Théâtre de la peur, Marie-Ange voit l’influence d’Edgar Poe.

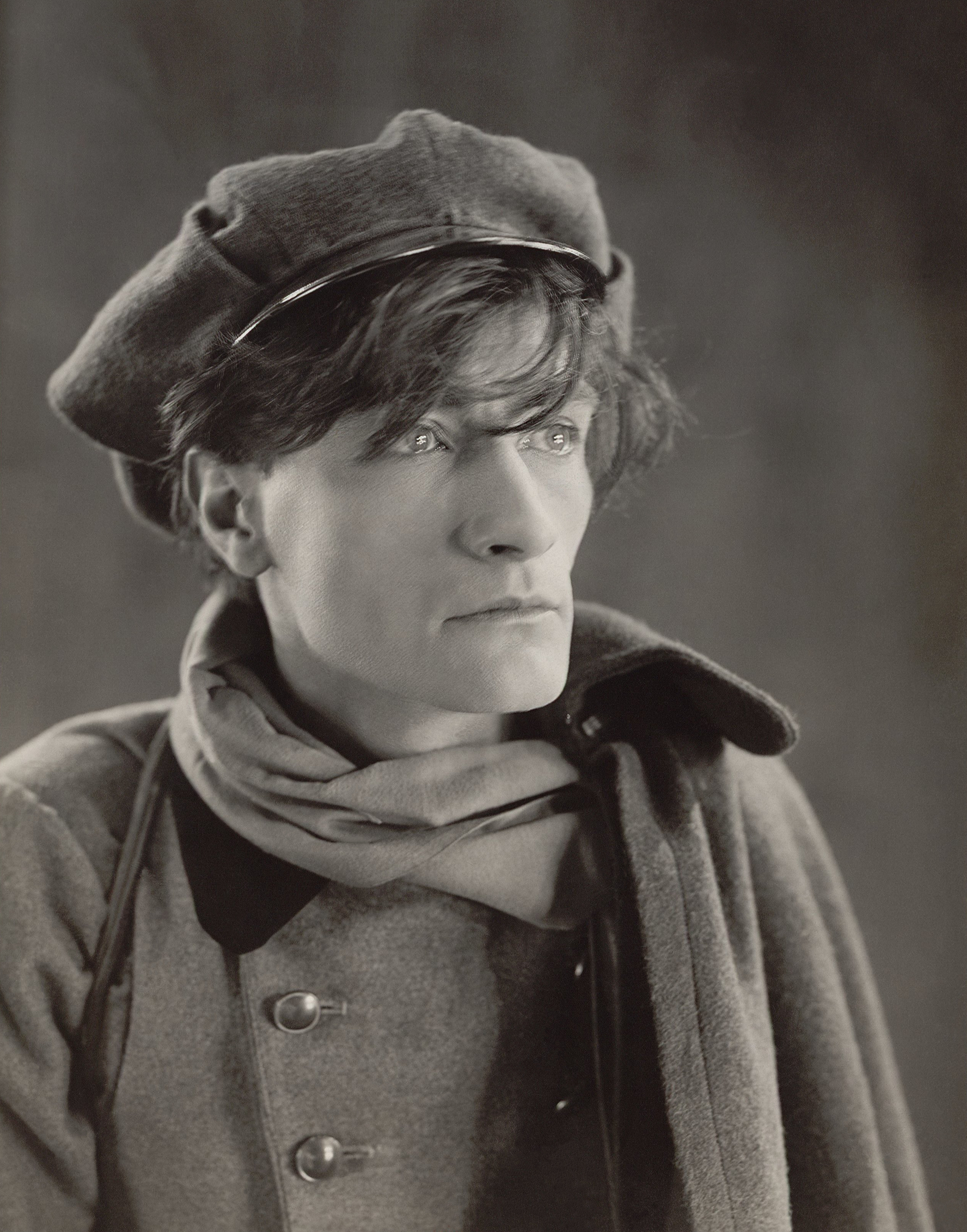
En 1926, Antonin Artaud incarne au cinéma le Juif errant.

Artaud a quatorze ans lorsqu’il fonde, avec ses camarades du collège du Sacré-Cœur de Marseille, une petite revue où il publie ses premiers poèmes inspirés de Charles Baudelaire, d’Arthur Rimbaud ou Edgar Poe. Mais lors de sa dernière année de collège, en 1914, il est atteint de dépression, ne se présente pas au baccalauréat, et l’année suivante, sa famille le conduit à Montpellier pour consulter un spécialiste des maladies nerveuses. Il est envoyé au sanatorium de la Rouguière, en 1915 et 1916 et publie en février 1916 des poèmes dans La Revue de Hollande. Le conseil de révision le déclare d’abord bon pour le service avant que l’armée le réforme provisoirement pour raisons de santé, puis définitivement en décembre 1917 grâce à l’intervention de son père.
L’année 1914 est un tournant dans la vie du jeune homme à cause de la guerre, mais c’est aussi pour Antonin sa dernière année de collège. Il doit passer l’examen de philosophie, mais son état de santé ne le lui permet pas. Artaud est en état de dépression après avoir connu sa première expérience sexuelle, qu’il décrit comme dramatique, comme un traumatisme sur lequel il reviendra souvent dans ses écrits. Il a le sentiment qu’on lui a volé quelque chose. C’est ce qu’il exprime à Colette Allendy en 1947, peu avant sa mort.
Entre 1917 et 1919, il fait un certain nombre de séjours dans des lieux de cure et maisons de santé. Il peint, dessine, écrit. Plus tard, lors de son séjour à l’hôpital Henri-Rouselle pour une cure de désintoxication, il indique qu’il a commencé à prendre du Laudanum en 1919. « Je n'ai jamais pris de morphine et j'en ignore les effets précis. Je connais les effets analogues de l'opium sous forme de Laudanum de Sydenham. »

### Premières années à Paris (1920-1924)

#### Théâtre: la période Dullin
En 1920, sur les conseils du docteur Dardel, sa famille confie Antonin Artaud au docteur Édouard Toulouse, directeur de l’asile de Villejuif, dont il devient le co-secrétaire pour la rédaction de sa revue Demain. Le docteur l’encourage à écrire des poèmes, des articles, jusqu’à la disparition de la revue en 1922. En juin de cette même année 1920, Artaud qui s’intéresse au théâtre rencontre Lugné-Poë et il quitte Villejuif pour s’installer dans une pension à Passy. Il s’intéresse aussi au mouvement Dada et découvre les œuvres d’André Breton, de Louis Aragon et de Philippe Soupault.
Il rencontre Max Jacob qui l’oriente vers Charles Dullin. Dullin l’intègre dans sa compagnie en 1921. Là, il rencontre Génica Athanasiou dont il tombe amoureux et à laquelle il écrit un grand nombre de lettres réunies dans le recueil Lettres à Génica Athanassiou avec deux poèmes. Leur passion orageuse va durer six ans. Jusqu’en 1922, Antonin Artaud publie poèmes, articles et comptes-rendus à plusieurs revues : Action, Cahiers de philosophie et d’art, L’Ère nouvelle, revue de l’entente des gauches,. L’aventure théâtrale d’Artaud commence en 1922 avec la première répétition des spectacles de l’Atelier, où il joue L’Avare de Molière. Suivront d’autres rôles, toujours avec Dullin qui lui demande de dessiner les costumes et les décors de Les Olives de Lope de Rueda. Un exemplaire de ces dessins est conservé au Centre Pompidou. Toute l’année 1922 est occupée par le théâtre et par les nombreux rôles que joue Artaud malgré sa santé défaillante et malgré les difficultés financières de la compagnie. Il interprète notamment Apoplexie dans La Mort de Souper adaptation de la Condamnation de Banquet de Nicole de La Chesnayeet le rôle de Tirésias dans Antigone de Jean Cocteau dans une mise en scène de Charles Dullin.
En même temps, il produit aussi à la demande de Daniel-Henry Kahnweiler un recueil de huit poèmes tiré à 112 exemplaires et il fait la connaissance d’André Masson, de Michel Leiris, de Jean Dubuffet et de Georges Limbour. Sa correspondance témoigne de l’intérêt que lui portent artistes et écrivains. Elle occupe une très grande place dans le recueil de ses œuvres.

En 1923, il publie, à compte d’auteur et sous le pseudonyme d’Eno Dailor, le premier numéro de la revue Bilboquet, une feuille composée d’une introduction et de deux poèmes : 

« Toutes les revues sont les esclaves d'une manière de penser et, par le fait, elles méprisent la pensée. […] Nous paraîtrons quand nous aurons quelque chose à dire. »

1923 est l’année où Artaud ajoute le cinéma aux modes d’expression qu’il cultive (peinture, littérature, théâtre). Le 15 mars, le cinéaste René Clair lance une vaste enquête dans la revue Théâtre et Comœdia illustré, car, selon lui, peu de cinéastes savent tirer parti de « l’appareil de prise de vue ». Il se tourne alors vers des peintres, sculpteurs, écrivains, musiciens, en leur posant la double question : 1) « Quel genre de films aimez-vous ? », 2) « Quel genre de films aimeriez-vous que l’on créât ? ». Antonin Artaud répond qu’il aime le cinéma dans son ensemble car tout lui semble à créer, qu’il aime sa rapidité et le processus de redondance du cinématographe. Il aura par la suite l’occasion de tourner avec un grand nombre de réalisateurs parmi lesquels Carl Dreyer, G.W Pabst, Abel Gance. Le cinéma lui apparaît « comme un médium essentiellement sensuel qui vient bouleverser toutes les lois de l'optique, de la perspective et de la logique. »
Le mois de mars 1923 est aussi celui de sa rupture avec Charles Dullin, au moment où l’Atelier crée Huon de Bordeaux mélodrame dans lequel Artaud a le rôle de Charlemagne. Mais il est en total désaccord avec le metteur en scène et l’auteur de la pièce sur la manière de jouer. Le 31 mars, le rôle est repris par un autre acteur : Ferréol (Marcel Achard). Interrogé par Jean Hort, Artaud aurait dit : « Moi j'ai quitté l'Atelier parce que je ne m'entendais plus avec Dullin sur des questions d'esthétique et d'interprétation. Aucune méthode mon cher.(...) Ses acteurs ? Des marionnettes... »

#### D'André de Lorde à Jacques Hébertot et à Pitoëff
Par l’intermédiaire de Madame Toulouse, Antonin est présenté à André de Lorde, auteur de Grand-Guignol, bibliothécaire de métier. André de Lorde a déjà mis en scène une adaptation d’une nouvelle d’Edgar Poe Le Système du docteur Goudron et du professeur Plume qui se déroule dans un asile d’aliénés. Et il a mis au point ce qu’il nomme le « Théâtre de la peur » et le « Théâtre de la mort », un style qui va inspirer Antonin Artaud pour le Théâtre de la cruauté. Engagé par Jacques Hébertot, Artaud interprète le rôle du souffleur au Théâtre de la Comédie des Champs-Élysées dans la pièce de Luigi Pirandello : Six Personnages en quête d'auteur montée par Georges Pitoëff, avec Michel Simon dans le rôle du directeur. Artaud et Simon ont en commun une grande admiration pour Alfred Jarry.
La correspondance d’Antonin Artaud avec Jacques Rivière, directeur de la NRF, commence cette année-là, en mai-juin, alors qu’Artaud joue au théâtre Liliom de Ferenc Molnár mis en scène par Pitoëff. Une correspondance que Rivière publie plus tard. L’essentiel de sa formation théâtrale est due à Pitoëff sur lequel Artaud ne tarit pas d’éloges dans ses lettres aux Toulouse ou à Génica avec laquelle il vit « un an d’amour entier, un an d’amour absolu ».
Dans ses lettres à Génica, Antonin détaille tous les événements de sa vie quotidienne, même les plus infimes. Ces Lettres à Génica sont réunies en recueil, précédé de Deux Poèmes à elle dédiés.

### L'entrée en littérature: la période surréaliste (1924-1927)
En 1946, Antonin Artaud décrit son entrée en littérature : « J'ai débuté en littérature en écrivant des livres pour dire que je ne pouvais rien écrire du tout, ma pensée quand j'avais quelque chose à dire ou à écrire était ce qui m'était le plus refusé... Et deux très courts livres roulent sur cette absence d'idée : L'Ombilic des limbes et Le Pèse-nerfs. »
Sa véritable entrée en littérature commence dans les années 1924-1925, période de ses premiers contacts avec la NRF et de sa Correspondance avec Jacques Rivière qui est publiée en 1924. Jacques Rivière a refusé les poèmes d’Artaud, et c’est à partir de ce refus que s’est établie cette correspondance entre les deux hommes. Cette première publication fait apparaître le rôle très particulier que l’écriture épistolaire joue dans toute l’œuvre d’Artaud. La critique littéraire s’accorde à trouver les poèmes refusés assez conventionnels, tandis que les lettres témoignent, par leur justesse de ton, de la sensibilité maladive d’Artaud que l’on retrouve même dans les plus courts billets et aussi dans ses lettres à Génica, et ses lettres au docteur Toulouse.
Dans ces années-là, si Artaud se plaint de la nécessité de prendre des substances chimiques, il défend aussi l’usage des drogues. C’est l’usage des drogues qui lui permet « de libérer, surélever l'esprit. » Dans les milieux de la littérature, mais aussi du théâtre et du cinéma, l’usage de l’opium est très répandu, vanté jusque dans les milieux surréalistes, le surréalisme se présentait lui-même comme une drogue dans la préface de La Révolution Surréaliste : « Le surréalisme ouvre les portes du rêve à tous ceux pour qui la nuit est avare. Le surréalisme est le carrefour des enchantements du sommeil, de l'alcool, du tabac, de l'éther, de l'opium, de la morphine ; mais il est aussi briseur de chaînes, nous ne buvons pas, ne prisons pas, ne nous piquons pas, et nous rêvons (...) ».
Cette métaphore indique que c’est à la littérature de jouer le rôle de stupéfiant. Mais Artaud préfère se heurter au réel et il vante les mérites de la lucidité anormale que la drogue lui procure dans L’Art et la mort. L’opium constitue pour lui un territoire de transition qui finit par dévorer tous ses territoires. Bien que Jean Cocteau ait averti que « L'opium nous désocialise et nous éloigne de la communauté », cela a justement tout pour plaire au grand anarchiste qu’est Artaud.
Dès 1924, il adhère au surréalisme, et tout en se lançant à l’assaut de le république des lettres il entame une carrière de théâtre et de cinéma.
Inspiré par les tableaux d’André Masson, il rédige son premier texte pour le numéro 1 de la revue La Révolution surréaliste paru en janvier 1925. C’est son admiration pour Masson qui le conduit à adhérer au mouvement surréaliste, en même temps que le peintre, le 15 octobre 1924. Artaud, qui n’a vécu ni l’expérience Dada, ni les premiers temps du surréalisme, est tout d’abord circonspect sur la théorie de l’automatisme psychique chère à André Breton. Son passage par le surréalisme va d’ailleurs moins influer sur son évolution littéraire, que ce qui reste, dans le groupe, de l’anarchisme de Dada. De 1924 à 1926, Artaud participe activement au mouvement avant d’en être exclu. La permanence de la Centrale du bureau de recherches surréalistes, créée le 11 octobre 1924 au 15 rue de Grenelle, est assurée par Pierre Naville et Benjamin Péret qui en sont les directeurs. Le dynamisme des textes d’Artaud, sa véhémence, apportent un sang neuf à un mouvement qui s’étiole, et soutenu par Breton, il a pour mission de « chasser du surréalisme tout ce qui pourrait être ornemental ».
Après l’Enquête sur le suicide parue dans le no 1 de la revue, Artaud rédige une adresse au Pape dans le no 3 de la Révolution surréaliste (15 avril 1925) qu’il remanie en 1946 lors du projet de publication des œuvres intégrales d’Antonin Artaud, ainsi qu’une Adresse au Dalaï-Lama qu’il remanie en 1946 toujours dans l’optique d’une publication d’œuvres complètes. D’autres textes sont encore publiés dans la revue. Mais le lien avec le collectif ira en s’amenuisant jusqu’à la rupture liée à l’adhésion des surréalistes au communisme. Des divergences sont déjà apparues dès le numéro un dans le groupe. Artaud a tenté de reprendre en main cette Centrale Surréaliste dont André Breton lui a confié la direction le 28 janvier 1925. Cependant, au moment où Breton envisage l’adhésion au Parti communiste français Artaud quitte le groupe : « Messieurs les surréalistes sont atteints beaucoup plus que moi, je vous assure, et leur respect de certains fétiches faits hommes et leur agenouillement devant le Communisme en est une preuve la meilleure. Signé AA 8 janvier 1927, post-scriptum ajouté au Manifeste pour un théâtre avorté. »
À l’occasion de son départ, Louis Aragon, Breton, Paul Éluard, Benjamin Péret, Pierre Unik publient une brochure intitulée Au Grand Jour, destinée à informer publiquement des exclusions d’Artaud et de Philippe Soupault du groupe surréaliste, et de l’adhésion des signataires au parti communiste. Artaud y est violemment pris à partie : « [...] Il y a longtemps que nous voulions le confondre, persuadés qu'une véritable bestialité l'animait [...] Cette canaille aujourd'hui nous l'avons vomie. Nous ne voyons pas pourquoi cette charogne tarderait plus longtemps à se convertir, ou, comme sans doute elle dirait, à se déclarer chrétienne. » Brochure à laquelle Artaud répond sans tarder en juin 1927 avec un texte intitulé À la grande nuit ou le bluff surréaliste,, en termes plus choisis mais non moins violents : « Que les surréalistes m'aient chassé ou que je me sois moi-même mis à la porte de leur grotesque simulacre, la question depuis longtemps n'est pas là. [...] Que le surréalisme s'accorde avec la Révolution ou que la Révolution doive se faire en dehors et au-dessus de l'aventure surréaliste, on se demande ce que cela peut bien faire au monde quand on pense au peu d'influence que les surréalistes sont parvenus à gagner sur les mœurs et les idées de ce temps »

### Le cinéma (1924-1928)
Déçu par le théâtre qui ne lui propose que de petits rôles, Antonin Artaud espère du cinéma une carrière d’une autre envergure. « Au cinéma l'acteur n'est qu'un signe vivant. Il est à lui seul toute la scène, la pensée de l'auteur. » Il s’adresse alors à son cousin Louis Nalpas (1884-1948), directeur artistique de la Société des Cinéromans, qui lui obtient un rôle dans Surcouf, le roi des corsaires (1924) de Luitz-Morat et dans Fait divers, un court-métrage de Claude Autant-Lara, tourné en mars 1924, dans lequel il interprète « Monsieur 2 », l’amant étranglé au ralenti par le mari.
Toujours par l’intermédiaire de son cousin, Artaud rencontre Abel Gance et sympathise avec lui, au grand étonnement de l’entourage du cinéaste, réputé d’accès difficile. Pour son film Napoléon (1927) en préparation, Abel Gance lui promet le rôle de Marat.
Antonin Artaud commence à écrire des scénarios dans lesquels il essaie de « rejoindre le cinéma avec la réalité intime du cerveau ». Ainsi Dix-huit secondes propose de dérouler sur l’écran les images qui défilent dans l’esprit d’un homme, frappé d’une « maladie bizarre », durant les dix-huit secondes précédant son suicide.
À la fin de l’année 1927, apprenant la préparation du film La Chute de la maison Usher de Jean Epstein, Artaud propose à Abel Gance de jouer le rôle de Roderick Usher : « Je n'ai pas beaucoup de prétentions au monde mais j'ai celle de comprendre Edgar Poe et d'être moi-même un type dans le genre de Maître Usher. Si je n'ai pas ce personnage dans la peau, personne ne l'a. Je le réalise physiquement et psychiquement. Ma vie est celle d'Usher et de sa sinistre masure. J'ai la pestilence dans l'âme de mes nerfs et j'en souffre. Lettre à Abel Gance du 27 novembre 1927, citée dans  Artaud, œuvres. » Après quelques essais, Artaud ne sera pas retenu.

La même année, Artaud justifie auprès des surréalistes sa participation au tournage du film de Léon Poirier Verdun, visions d’histoire, au motif que 

« ce n'est pas un film patriotique, fait pour l'exaltation des plus ignobles vertus civiques, mais un film de gauche pour inspirer l'horreur de la guerre aux masses conscientes et organisées. Je ne compose plus avec l'existence. Je méprise plus encore le bien que le mal. L'héroïsme me fait chier, la moralité me fait chier. Lettre à Roland Tual du 28 octobre 1927 »

De la dizaine de scénarios écrits et proposés, un seul sera tourné : La Coquille et le Clergyman par Germaine Dulac. Artaud exprime ses objectifs : 

« J'ai cherché, dans le scénario qui suit, à réaliser cette idée de cinéma visuel, où la psychologie même est dévorée par les actes. Sans doute ce scénario ne réalise-t-il pas l'image absolue de tout ce qui peut être fait dans ce sens ; mais du moins, il l'annonce. Non que le cinéma doive se passer de toute psychologie humaine. Ce n'est pas son principe. Bien au contraire. Mais de donner à cette psychologie une forme beaucoup plus vivante et active, sans ces liaisons qui essaient de faire paraître les mobiles de nos actes dans une lumière absolument stupide au lieu de nous les étaler dans leur originelle et profonde barbarie. - La Coquille et le Clergyman et autres écrits sur le cinéma - Cinéma et réalité-. »

Engagé en même temps par Carl Theodor Dreyer pour son film La Passion de Jeanne d’Arc, Artaud délaisse le rôle du clergyman qui lui était dévolu et ne suit que par intermittence la réalisation de La Coquille. Le soir de la première projection au Studio des Ursulines, le 9 février 1928, les surréalistes venus en groupe à la séance manifestent bruyamment leur désapprobation.
Dès lors, la magie du cinéma n’existe plus pour lui. Il poursuit malgré tout une carrière d’acteur, pour subvenir à ses besoins. L’avènement du parlant le détourne de cette « machine à l'œil buté » à laquelle il oppose « un théâtre de sang qui à chaque représentation aura fait gagner corporellement quelque chose[réf. nécessaire] ».

En 1933, dans un article paru dans le numéro spécial Cinéma 83 no 4 Les Cahiers jaunes il écrit un éloge funèbre du cinéma : « La Vieillesse précoce du cinéma » : 

« Le monde cinématographique est un monde mort, illusoire et tronçonné. Le monde du cinéma est un monde clos, sans relation avec l'existence. »

En 1935, il apparaît deux ultimes fois dans Lucrèce Borgia d’Abel Gance et dans Kœnigsmark de Maurice Tourneur.
Antonin Artaud a tourné dans plus de vingt films, sans jamais avoir obtenu le moindre premier rôle ni même un second rôle d’importance.

### Le Théâtre Alfred Jarry (1927-1930)
Ayant quitté Dullin, Artaud rejoint la compagnie de Georges et Ludmilla Pitoëff installée à la Comédie des Champs-Élysées. Puis avec Roger Vitrac, Robert Aron et l’aide matérielle du Dr René Allendy, psychiatre et psychanalyste, qui le soigne, il fonde le Théâtre Alfred Jarry en 1927. Il définit une conception nouvelle de l’art dramatique, publiée plus tard, en 1929-1930, dans une brochure intitulée Théâtre Alfred Jarry et l’Hostilité publique, rédigée par Roger Vitrac en collaboration avec Antonin Artaud et le peintre Gaston-Louis Roux pour le dessin de couverture qui rappelle les objectifs du Théâtre Alfred Jarry « contribuer à la ruine du théâtre tel qu'il existe actuellement en France », mais aussi de « privilégier l'humour, la poésie de fait, le merveilleux humain. »
Le Théâtre Alfred Jarry présente quatre séries de spectacles : Les Mystères de l’amour de Vitrac, Ventre brûlé ou la Mère folle d’Artaud et Gigogne de Max Robur (pseudonyme de Robert Aron), Le Songe d’August Strindberg perturbé par les surréalistes (juin 1927), le troisième acte du Partage de midi de Paul Claudel joué contre la volonté de l’auteur qu’Artaud qualifie publiquement d’« infâme traître ». Il s’ensuit une brouille avec Jean Paulhan et la reconsidération des surréalistes (janvier 1928). Victor ou les enfants au pouvoir de Vitrac sera la dernière représentation (décembre 1928).
En 1971, Jean-Louis Barrault fera un rapprochement entre Alfred Jarry et Antonin Artaud : « Quand on lit les textes si intéressants qu'Artaud a faits dans le Théâtre Alfred Jarry, on s'aperçoit que pour lui, Jarry ne se limitait pas à Ubu roi (...) Il y a une subtilité dans Jarry, un ésotérisme qui est beaucoup plus proche d'Artaud que les farces de collégien d'Ubu roi (...) Encore que chez Artaud, il y avait le sens du rire (...) Le rire est une arme de décervelage, de déboulonnage des fausses statues et des fausses institutions. Le rire est une arme (...) que les artistes ont et qui démystifie les institutions se voulant éternelles. »
Dans sa biographie parue en 1972, Jean-Louis Barrault reconnaît tout ce qu’il doit à Artaud :
« Que m'avait-il révélé ? Avec lui, ce fut la métaphysique du théâtre qui m'entra dans la peau [...] Au Grenier (des Grands-Augustins), je me rapprochai instinctivement d'Artaud [...]. Bien qu'il éprouvât, de par sa santé fragile, des difficultés à concrétiser ses idées, son apport fut beaucoup plus du domaine technique que du domaine intellectuel. Et si nous nous rapprochâmes à ce point pendant cette courte période, c'est qu'à son tour, il avait découvert en moi un tas de sensations qu'il partageait d'avance [...] dans notre âme, le feu et le rire faisaient bon ménage »
« Nous nous voyions presque quotidiennement [...] Il me demandait de l'imiter. Je m'exécutai. Il approuvait, puis il se mettait à hurler : On m'a vvvolé ma ppppersonnalité!!! Puis il s'enfuyait en courant, et je l'entendais rire [...] Tant qu'il gardait sa lucidité il était fantastique, royal, drôle [...] Mais quand, sous l'effet de la drogue ou de la souffrance, la machine se mettait à grincer, c'était pénible. On souffrait pour lui [...]. »

### Artaud au cinéma, au théâtre et en littérature (1930-1935)
De juillet à décembre 1929, Antonin Artaud et Roger Vitrac élaborent la brochure qui sera intitulée Théâtre Alfred Jarry et l’Hostilité publique, et il refuse de signer le Second manifeste du surréalisme qui attaque Breton. La brochure, qui parait en 1930, est un ensemble de photo-montages, mis en scène par Artaud, photographiés par Eli Lotar. Roger Vitrac, Artaud et son amie Josette Lusson ont posé pour les photos. Artaud rédige deux projets de mise en scène, un pour La Sonate des spectres de Strindberg, l’autre pour Le Coup de Trafalgar de Roger Vitrac. Mais il décide de quitter le Théâtre Alfred Jarry. Il s’en explique dans une lettre à Jean Paulhan du 16 mars 1930 : « Je sais que la brochure a fait très mauvais effet auprès de tous ceux qui ne pardonnent pas les vieilles histoires (...) Le Théâtre Alfred Jarry m'a porté malheur et je ne tiens pas à ce qu'il me brouille avec les derniers amis qui me restent. »

Artaud, qui mène de front ses activités littéraires, cinématographiques et théâtrales, a cependant déjà la tête ailleurs. En 1931, il assiste à un spectacle du Théâtre Balinais présenté dans le cadre de l’Exposition coloniale et fait part à Louis Jouvet de la forte impression ressentie : 

« […] de la quasi inutilité de la parole qui n'est plus le véhicule mais le point de suture de la pensée, […] de la nécessité pour le théâtre de chercher à représenter quelques-uns des côtés étranges des constructions de l'inconscient, […] tout cela est comblé, satisfait, représenté et au-delà par les surprenantes réalisations du Théâtre Balinais qui est un beau camouflet au Théâtre tel que nous le concevons. »

Poursuivant sa quête d’un théâtre du rêve et du grotesque, du risque et de la mise en danger, Artaud écrit successivement deux manifestes du Théâtre de la Cruauté : 

« Sans un élément de cruauté à la base de tout spectacle, le théâtre n'est pas possible. Dans l'état de dégénérescence où nous sommes c'est par la peau qu'on fera rentrer la métaphysique dans les esprits. (1932) »

Sa première réalisation, Les Cenci, jouée dans des décors et des costumes de Balthus, au théâtre des Folies-Wagram, s’arrête faute de moyens financiers. La pièce est retirée de l’affiche après 17 représentations (1935). La critique est partagée et l’article élogieux de Pierre-Jean Jouve dans la NRF arrivera trop tard. Artaud considère cela comme un « demi ratage » : « La conception était bonne, écrit-il à Jean Paulhan. J'ai été trahi par la réalisation. »
Cette expérience marque la fin de l’aventure théâtrale d’Antonin Artaud, qui envisage déjà de partir au Mexique pour « se CHERCHER » ainsi qu’il l’écrit à Jean Paulhan dans une lettre du 19 juillet 1935. Peu avant, il a assisté à la représentation du spectacle de Jean-Louis Barrault Autour d’une mère, qui est l’adaptation du roman de William Faulkner Tandis que j’agonise. Il écrit une note qui sera publiée dans le NRF No 262 du 1er juillet 1935 :
« Il y a dans le spectacle de Jean-Louis Barrault une sorte de merveilleux cheval-centaure, et notre émotion devant lui a été grande. Ce spectacle est magique comme sont magiques les incantations des sorciers nègres quand la langue qui bat le palais fait la pluie sur un paysage ; quand devant le malade épuisé, le sorcier qui donne à son souffle la forme d'un malaise étrange, chasse le mal avec le souffle ; et ainsi que dans le spectacle de Jean-Louis Barrault, au moment de la mort de la mère, un concert de cris prend la vie. Je ne sais pas si une telle réussite est un chef-d'œuvre, en tout cas, c'est un évènement [...] Qu'importe que Jean-Louis Barrault ait ramené l'esprit religieux avec des moyens descriptifs et profanes, si tout ce qui est authentique est sacré ; si tous ses gestes sont tellement beaux qu'ils en prennent un sens symbolique »
Le 6 avril 1938, paraîtra un recueil de textes sous le titre Le Théâtre et son double comprenant Le Théâtre et la peste, texte d’une conférence littéralement incarnée. Artaud y jouait sur scène les dernières convulsions d’un pestiféré « Il avait le visage convulsé d'angoisse (...). Il nous faisait sentir sa gorge sèche et brûlante, la souffrance, la fièvre, le feu de ses entrailles (...) Il représentait sa propre mort, sa propre crucifixion. » Selon le récit d’Anaïs Nin, les gens eurent d’abord le souffle coupé, puis ils commencèrent à rire, puis un à un ils commencèrent à s’en aller. « Artaud et moi sommes sortis sous une pluie fine (...) Il était blessé, durement atteint. Ils ne comprennent pas qu'ils sont morts disait-il. Leur mort est totale, comme une surdité, une cécité. C'est l'agonie que j'ai montrée. La mienne, oui et celle de tous ceux qui vivent. »

### De voyages en dérives (1936-1937)
En 1936, Artaud part pour le Mexique. Il écrit qu’il s’est rendu à cheval chez les Tarahumaras. « Il n'était pas encore midi quand je rencontrai cette vision : j'étais à cheval et j'avançais vite. Pourtant je pus me rendre compte que je n'avais pas affaire à des formes sculptées, mais à un jeu déterminé de lumières qui s'ajoutait au relief des rochers. Cette figure était comme des indiens. Elle me parut, par sa composition, par sa structure, obéir au même principe auquel toute cette montagne en tronçons obéissait. » Il découvre le peyotl, substance dont « l'emprise physique est si terrible que pour aller de la maison de l'indien à un arbre situé à quelques pas [..] il fallait en appeler à des réserves de volonté désespérées. » Son initiation se fait au cours de la Danse du Peyotl, après la douzième phase. « Les douze phases de la danse terminées, et comme l'aurore allait poindre, on nous passa le peyotl broyé semblable à une sorte de brouet limoneux [...] J'ai pris part au rite de l'eau, des coups sur le crâne, de cette espèce de guérison qu'on se passe, et des ablutions démesurées. »
De ce séjour dans la Sierra Tarahumara, on ne dispose que des témoignages d’Artaud et on n’a aucune certitude sur son initiation au rite du peyotl. On n’a pas non plus la certitude qu’il ait effectivement assisté aux danses des indiens, ou même qu’il soit réellement allé dans ce territoire d’accès difficile : s’est-il inspiré des récits d’explorateurs ? En 1932, il avait déjà publié dans le magazine Voilà deux articles sur des régions où il n’était jamais allé : Galapagos et les îles du bout du monde et L’Amour à Changaï. Pourtant selon J.M. Le Clézio la question de la véracité anthropologique des textes d’Artaud n’a guère de sens : « Ramener cette incantation, cet appel, au néant d'une relation de voyage en y cherchant l'authenticité serait absurde et vain. »
Outre le récit de son périple au Mexique, il y a encore beaucoup d’autres textes d’Antonin Artaud intitulés Textes Mexicains, ainsi que les textes de trois conférences données à l’université de Mexico, reproduits dans l’édition Arbalète par Marc Barbezat en 1963. Le premier Surréalisme et révolution daté Mexico, 26 février 1936, le deuxième L’Homme contre le destin daté Mexico 27 février 1936, le troisième Le Théâtre et les Dieux daté Mexico 29 février 1936.
Les trois conférences ont été réunies sous le titre Messages révolutionnaires qui est le titre qu’Artaud donna à ses textes dans la lettre adressée à Jean Paulhan le 21 mai 1936 et qui comprennent d’autres textes d’Artaud publiés au Mexique principalement dans El Nacional, mais aussi dans Revistas de revistas, notamment pour l’exposition de peintures de Maria Izquierdo et de sculptures d’Eleanor Boudin. Les trois conférences ont été traduites en français parce que Artaud les avait fait parvenir à Jean Paulhan.
La conférence intitulée Surréalisme et révolution commence avec la présentation du tract du 5 janvier 1936, au Grenier des Grands-Augustins rédigé par Georges Bataille. Artaud décrit ainsi le mouvement surréaliste et Contre-Attaque : « Un terrible bouillonnement de révolte contre toutes les formes d'oppression matérielle ou spirituelle nous agitait tous quand le surréalisme a commencé [...] Pourtant tout n'était pas capable de rien détruire, du moins en apparence. Car le secret du surréalisme est qu'il attaque les choses dans leur secret. »
Et pour décrire son retrait du surréalisme il déclare : « Le 10 décembre 1926 à 9 heures du soir, au café du Prophète à Paris, les surréalistes se réunissent en congrès. Il s'agit de savoir ce que, face à la révolution sociale qui gronde, le surréalisme va faire de son propre mouvement. Pour moi, étant donné ce que nous savons du communisme marxiste auquel il s'agissait de se rallier, la question ne pouvait même pas se poser. Est-ce que Artaud se fout de la révolution ? me fut-il demandé. Je me fous de la vôtre, pas de la mienne, répondis-je en quittant le surréalisme, puisque le surréalisme était, lui aussi, devenu un parti. »
Parmi les très nombreux articles d’Artaud publiés au Mexique, L’anarchie sociale dans l’art paru le 18 août 1936 sous le titre La anarquía social del arte dans El Nacional définit ainsi le rôle de l’artiste: « L'artiste qui n'a pas ausculté le cœur de l'homme, l'artiste qui ignore qu'il est un bouc émissaire, que son devoir est d'aimanter, d'attirer, de faire tomber sur ses épaules les colères errantes de l'époque pour la décharger de son mal-être psychologique, celui-là n'est pas un artiste. »
Dès son retour en France, il retrouve sa fiancée Cécile Schramme, qu’il avait rencontrée en 1935. La jeune fille appartient à la bourgeoisie belge. Son père est directeur des tramways de Bruxelles et sa mère, une riche héritière flamande. Artaud contribue à organiser une exposition des gouaches de María Izquierdo en janvier-février 1937, mais dès le 25 janvier et jusqu’au 3 mars, il entre en cure de désintoxication au Centre français de chirurgie, dont les frais seront réglés par Jean Paulhan. Cécile, qui était devenue la compagne d’Antonin avant son départ, a partagé sa vie quotidienne à Montparnasse, allant même jusqu’à l’accompagner dans sa prise de drogue.
Artaud prend contact avec les milieux littéraires bruxellois. Le 18 mai 1937, il se rend à Bruxelles pour faire une conférence à la Maison de l’Art. Devant une salle comble, de 200 à 300 personnes, il raconte son aventure mexicaine. Il y a ensuite trois témoignages différents. Pris d’une crise, il aurait quitté la salle en criant : « Qui vous dit que je suis encore vivant ? » Selon le témoignage de Marcel Lecomte, qui assistait à la conférence, Artaud se serait écrié : « En vous révélant cela je me suis tué. » D’autres témoins racontent qu’il serait arrivé sur scène en disant : « Comme j'ai perdu mes notes, je vais vous parler des effets de la masturbation chez les jésuites ». En réalité, on ne sait pas avec certitude de quoi il parla : de son voyage au Mexique selon certains, de la pédérastie selon lui. De toute façon, il fit scandale. Artaud est hébergé dans sa belle-famille. Jusque-là, son beau-père se plaisait à lui faire visiter les hangars des tramways. Mais le scandale de la conférence met un terme au projet de mariage avec Cécile. Leurs relations sont rompues le 21 mai.
Les Nouvelles Révélations de l’Être paraissent le 28 juillet 1937 : cette plaquette de trente-deux pages, signée « Le Révélé », est imprimée par Denoël sans nom d’auteur. C’est un texte à tonalité apocalyptique fondé sur son interprétation des tarots et des horoscopes. Quelques jours plus tard, le 12 août 1937, Artaud embarque au Havre pour un périple irlandais. Le 14 août il débarque à Cobh, puis il séjourne dans le village de Kilronan, dans l’une des îles d'Aran. Financièrement démuni, il demande de l’aide à Paulhan, à sa famille, au consulat de France. Il semble avoir quitté sans payer son logement chez un couple à Kilronan et dans un hôtel à Galway. Sa mère découvrira plus tard, lors de ses recherches, qu’il aurait été hébergé à l’asile de nuit Saint Vincent de Paul à Dublin où il est de retour le 9 septembre. Il avait écrit à sa famille qu’il était sur les traces de la culture celte, « celle des druides qui possèdent les secrets de la philosophie nordique, sait que les hommes descendent du Dieu de la Mort Dispaler et que l'humanité doit disparaître par l'eau et par le feu. »
Le 23 septembre 1937, Antonin Artaud est arrêté à Dublin pour vagabondage et trouble de l’ordre public. Le 29, il est embarqué de force sur un paquebot américain faisant escale au Havre. Dès son arrivée en France, le lendemain, Artaud est remis directement aux autorités françaises qui le conduisent à l’Hôpital général, entravé dans une camisole de force. On le place dans le service des aliénés. Jugé violent, dangereux pour lui-même et pour les autres et souffrant d’hallucinations et d’idées de persécution comme l’indique le certificat du 13 octobre 1937, établi par le docteur R. avant le transfert aux Quatre-Mares : « [Il] dit qu'on lui présente des mets empoisonnés, qu'on lui envoie des gaz dans sa cellule, qu'on lui met des chats sur la figure, voit des hommes noirs près de lui, se croit traqué par la Police, menace ceux qui l'entourent. Dangereux pour lui-même et pour les autres, et atteste qu'il y a urgence de faire admettre le sus-nommé à l'asile départemental  […]. » Il est transféré sous placement d’office à l’hôpital psychiatrique Les Quatre-Mares de Sotteville-lès-Rouen. Selon le certificat du 16 octobre 1937, établi par le docteur U. de l’hôpital des Quatre-Mares, et reproduit, Artaud « présente un état psychotique à base d'hallucinations et d'idées de persécutions, d'empoisonnement par des gens hostiles à ses convictions religieuses de chrétien orthodoxe, se dit sujet grec, caricaturiste à Paris qu'il aurait quitté pour se réfugier à Dublin d'où on l'a refoulé, croit-il, pour l'agresser dans le bateau. Protestations paranoïaques. À maintenir en traitement d'observation ».

### Les premiers internements (1937-1943)
Le 8 novembre 1937, le préfet de la Seine-Inférieure déclare le sieur Antoine Artaud « dangereux pour l'ordre public et la sûreté des personnes », de sorte qu’Artaud est interné à l’asile des Quatre-Mares. On dispose de peu d’informations sur cet internement. L’hôpital a été détruit pendant la guerre. On ignore quel traitement lui a été appliqué. Une partie de son dossier aurait subsisté après la guerre et aurait fait l’objet de demandes qui n’auraient jamais abouti. Mais comme il était déclaré dangereux, il était isolé dans une cellule et condamné à l’immobilisation par une camisole de force.
Sa famille et ses amis, restés sans nouvelles, s’inquiètent. Sa mère Euphrasie entreprend des recherches. Elle s’adresse tour à tour au docteur Allendy, à Jean Paulhan, à Robert Denoël. Elle finit par retrouver son fils en décembre 1937. Antonin, qui pourtant ne la reconnaît pas, donne des détails sur son aventure irlandaise. Un litige oppose alors la famille Artaud et les autorités irlandaises, Euphrasie accuse la police irlandaise, dont les méthodes seraient responsables de l’état d’Antonin, les autorités irlandaises réclament le paiement d’une dette laissée par Antonin.
Au mois de février 1938, Antonin adresse une lettre à « Mr le Ministre d'Irlande, Légation d'Irlande à Paris », dans laquelle il déclare être l’objet d’une méprise, dit qu’il écrit sur les conseils du docteur Germaine Morel médecin chef de l’asile d’aliénés de Sotteville-lès-Rouen. « Je suis sujet grec, né à Smyrne et mon cas n'intéresse pas directement l'Irlande […] J'ai quitté Paris, poursuivi pour mes opinions politiques, et je suis venu demander asile à la très chrétienne Irlande […] La police française essaie de me faire passer pour un autre […] Je vous demande, Monsieur le ministre, de bien vouloir intervenir pour ma libération immédiate […]  signé Antoneo Arlanapulos. »
En avril 1938, les démarches de sa mère pour le faire transférer aboutissent. Artaud est admis au centre psychiatrique de Sainte-Anne où il reste onze mois sans que l’on connaisse les détails de ce séjour, à l’exception du certificat de quinzaine du 15 avril 1938, signé du docteur Nodet, qui indique : « Mégalomanie syncrétique : part en Irlande avec la canne de Confucius et la canne de St Patrick. Mémoire parfois rebelle. Toxicomanie depuis 5 ans (héroïne, cocaïne, laudanum). Prétentions littéraires peut-être justifiées dans la limite où le délire peut servir d’inspiration. À maintenir. ». Artaud refuse toute visite y compris de sa famille. Il n’a cependant jamais cessé d’écrire, bien que l’on ne connaisse aucun texte de lui à cette époque, et malgré l’hypothétique déclaration de Jacques Lacan qui l’aurait déclaré « définitivement perdu pour la littérature », l’indication « graphorée » portée sur le certificat de transfert suivant donne une indication.
Le certificat du 22 février 1939, établi par le docteur Longuet de Sainte-Anne lors du transfert d’Antonin Artaud à l’hôpital de Ville-Évrard (près de Neuilly-sur-Marne, Seine-Saint-Denis) indique : « Syndrome délirant de structure paranoïde, idées actives de persécution, d'empoisonnement, dédoublement de la personnalité. Excitation psychique par intervalle. Toxicomanie ancienne. Peut être transféré,. » À partir de cette date, il est interné à Ville-Evrard pour trois ans et onze mois. Considéré comme incurable, il ne reçoit aucun traitement. Mais il écrit de nombreuses lettres, et parmi celles-ci, une « Lettre à Adrienne Monnier », qui la fait publier dans La Gazette des amis du livre du 4 mars, et qui reste le seul texte connu d’Artaud pour la période 1938-1942. En réponse au reproche que lui fait Jean Paulhan, Adrienne Monnier répond que ce texte témoigne de la grande richesse imaginative que les psychiatres appellent « accès de délire ». Pendant cette période, Antonin Artaud remplit aussi des cahiers d’écoliers de gris-gris, qui mélangent écriture et dessins. Dès 1940, la situation des internés dans les hôpitaux devient plus difficile du fait du rationnement. Sa mère et ses amis lui envoient des colis, mais ses lettres comportent toutes des appels pour qu’on lui envoie des aliments, et aussi à Genica Athanasiou, pour de l’héroïne.
Début 1942, Antonin est dans un état inquiétant : il a faim, il est d’une maigreur effrayante, après avoir perdu dix kilos. Sa mère alerte alors ses amis et persuade Robert Desnos d’entreprendre des démarches auprès de Gaston Ferdière afin qu’Artaud soit transféré dans un autre hôpital.
La technique de l’électrochoc a été importée par des médecins allemands pendant la période d’occupation de la France. À l’époque où Artaud est interné à Ville-Évrard, le docteur Rondepierre et un radiologiste nommé Lapipe ont entrepris d’appliquer la technique de l’électrochoc. Ils font des essais sur des lapins, des porcs, puis sur des patients, la même année. En juillet 1941, ils présentent leurs résultats devant la Société Médico-psychologique. Artaud n’est pas encore soumis au traitement, mais tout se met en place. La mère d’Antonin, se souvenant des essais pratiqués sur l’enfant à l’électricité, demande au docteur Rondepierre s’il serait bon de faire appel à cette méthode pour son fils. Les éléments du dossier médical sont contradictoires sur ce point. Une lettre du docteur Menuau à la mère indique en 1942 « une tentative de traitement qui n’a pas modifié l’état du malade. » En contradiction totale avec une lettre, adressée à Gaston Ferdière par Euphrasie Artaud, dans laquelle le docteur dit qu’Antonin était trop faible pour supporter le traitement. L’usage de l’électrochoc a pourtant bien eu lieu, mais il s’est peut-être soldé par un coma prolongé, et pour cette raison Rondepierre a préféré taire l’incident ? En l’absence d’informations supplémentaires, cela reste une simple hypothèse.
En novembre 1942, Robert Desnos prend contact avec le docteur Gaston Ferdière, ami de longue date des surréalistes et médecin-chef de l’hôpital psychiatrique de Rodez (Aveyron), situé en zone « non-occupée » où la pénurie alimentaire semble moins sévère. Mais les hôpitaux psychiatriques subissent les mêmes, sinon de pires, restrictions que l’ensemble de la population. Les démarches aboutissent et Artaud sera transféré le 22 janvier 1943.

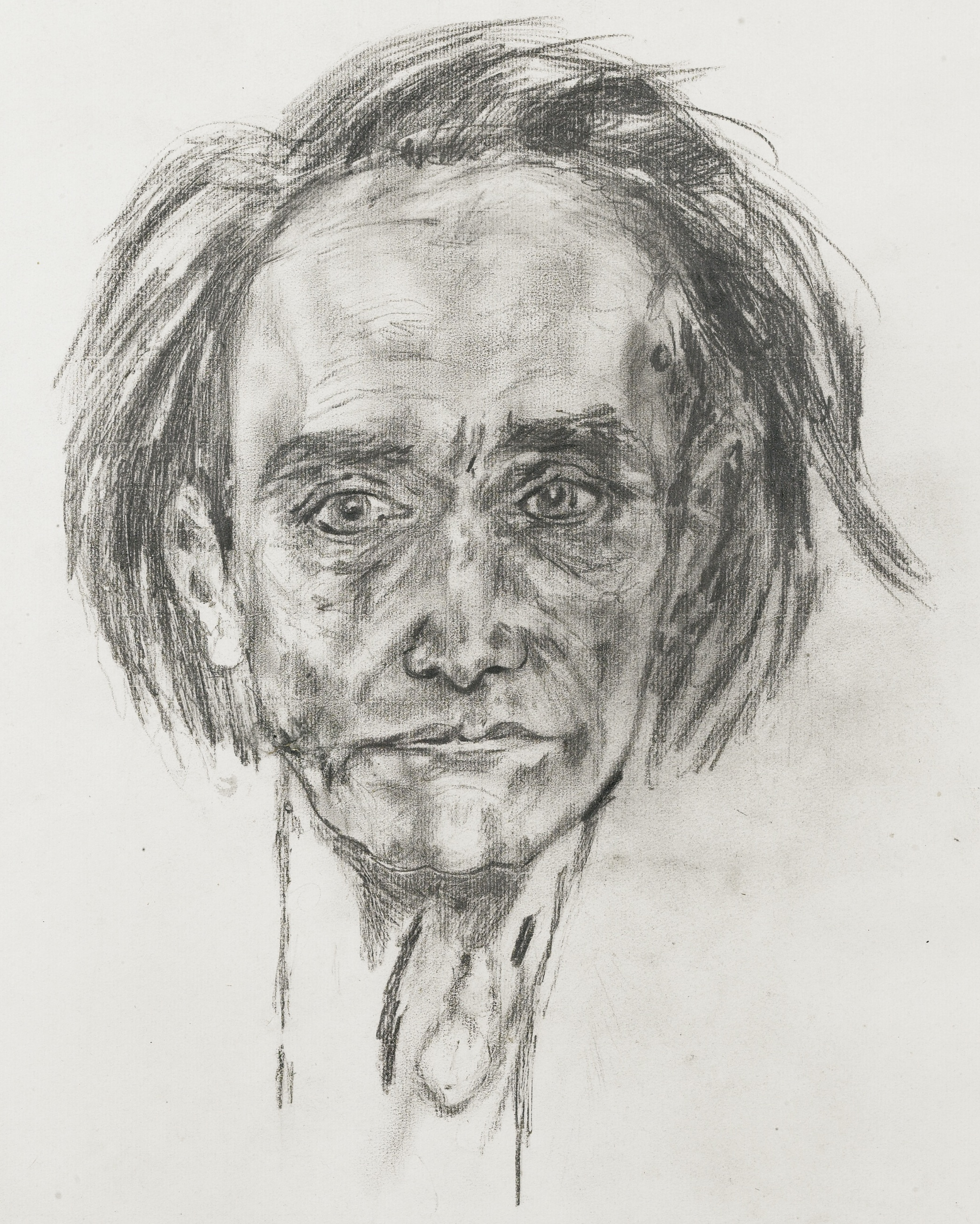
Autoportrait d’Antonin Artaud en 1946.

En décembre 1942, la santé d’Artaud s’est encore dégradée, il pèse entre 52 et 55 kilos. Desnos entreprend des démarches pour faire sortir un Antonin « perdu dans la masse des déments, incompris, sous-alimenté. » Ce n’est que le 22 janvier 1943 que Desnos et le docteur Ferdière obtiennent son transfert à Rodez, où on l’installe le 11 février 1943 pour trois ans, jusqu’au 25 mai 1946. Entre-temps, Artaud fait un court séjour à l’hôpital de Chezal-Benoît où le certificat de vingt-quatre heures donne les observations suivantes : « Présente un délire chronique extrêmement intense à caractère mystique et de persécution. Transformation de sa personnalité, de son état civil. Parle de sa personnalité comme d'une personne étrangère. Hallucinations probables. » Le court séjour à l’hôpital psychiatrique de Chezal-Benoît est une étape administrative obligatoire en raison de la ligne de démarcation. Artaud y séjourne du 22 janvier au 10 février.
À Rodez, le docteur Gaston Ferdière, un des pionniers de l’Art-thérapie, accordera immédiatement beaucoup d’attention à Antonin Artaud.

### Les années à Rodez (1943-1946)

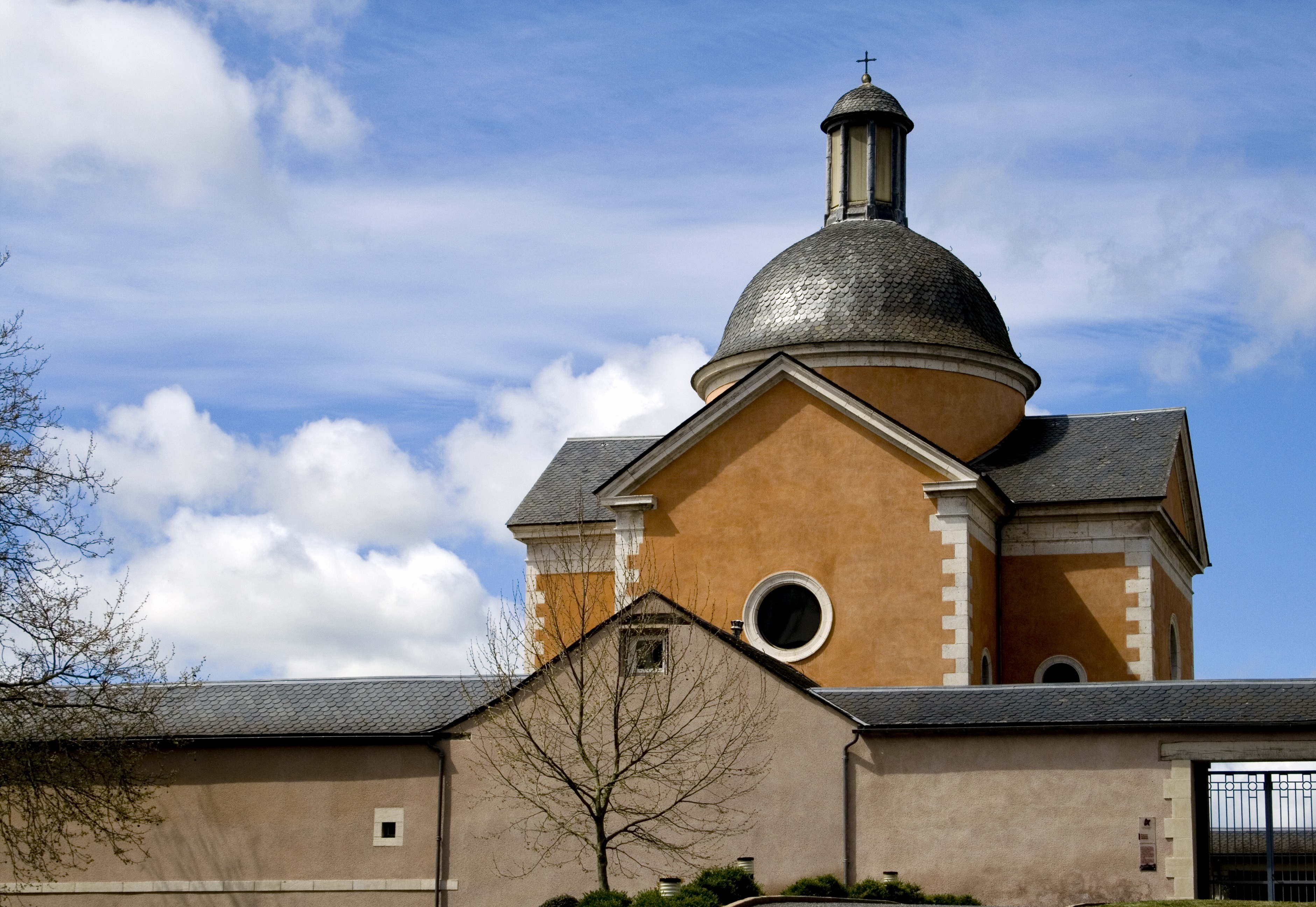
La chapelle Paraire à Rodez (avril 2008), dernier vestige de l’asile d’aliénés où Artaud a été interné de février 1943 à mai 1946. Elle abrite aujourd’hui un « espace Antonin Artaud ».

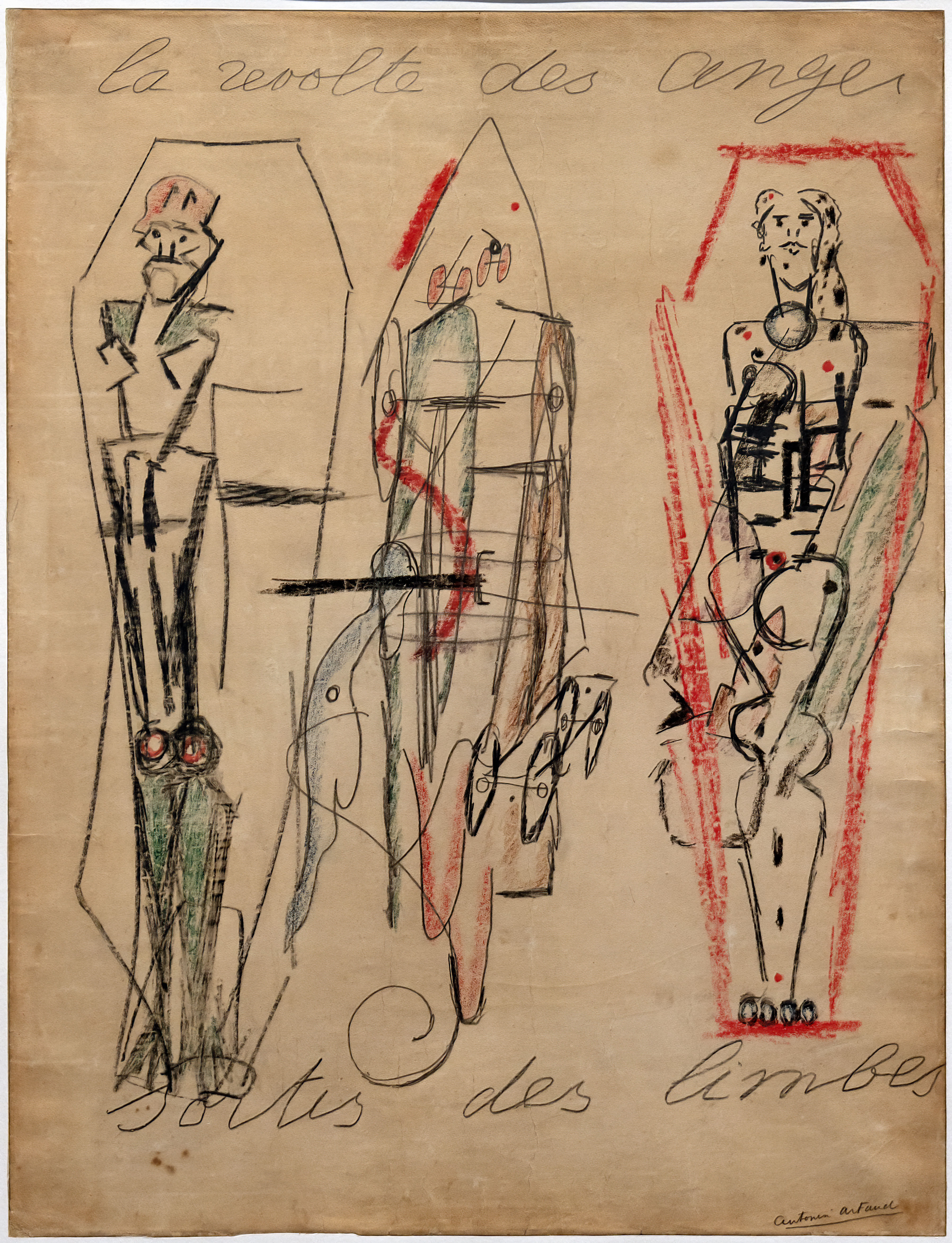
La révolte des anges sortis de limbes, 1946, Marseille, musée Cantini.

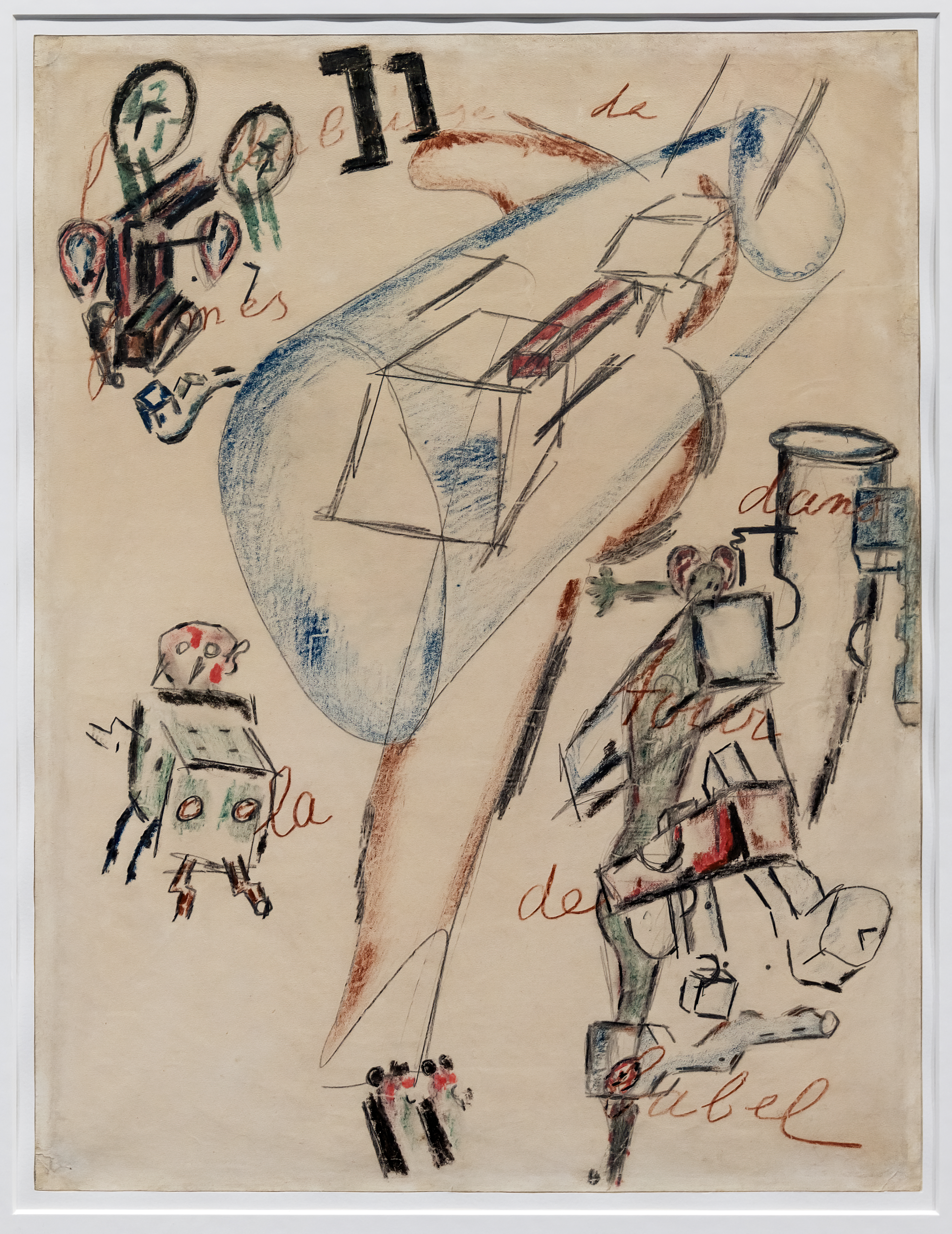
La Bouillabaisse de formes dans la tour de Babel, 1946, Marseille, musée Cantini.

Au moment où Artaud arrive à Rodez, le 11 février 1943, l’hôpital ne pratique pas encore l’électrochoc. Ce n’est que peu après son arrivée, en mai 1943, que l’appareil du docteur Delmas-Marsalet est livré à l’hôpital par les ateliers Solex.
Ainsi, même à Rodez, la technique de l’électrochoc est employée, cette thérapie étant supposée d’une grande efficacité. Artaud subit une première série en juin 1943. Mais la deuxième séance provoque une fracture d’une vertèbre dorsale ce qui l’oblige à garder le lit pendant deux mois. Cela n’empêche pas les médecins de poursuivre le traitement dès le 25 octobre 1943 avec une série de 12 séances d’électrochocs, dont ils se félicitent, jugeant qu’ils ont obtenu « moins de gesticulations et de confusion mentale. »  

Dans le cadre de l’Art-thérapie, Antonin Artaud avait écrit en septembre deux textes adaptés de Lewis Carroll : Variations à propos d’un thème et Le Chevalier de Mate-Tapis. À partir du 14 décembre, Henri Parisot lui propose de publier chez Robert. J. Godet éditeur, un petit volume comprenant Un voyage au Pays des Tarahumaras qui était paru dans la NRF en 1937, et de l’augmenter. Artaud écrit Le Rite du Peyotl chez les Tarahumaras. Dès le mois de janvier 1944, le docteur Ferdière donne à Artaud une chambre individuelle, où il écrit encore Supplément au Voyages chez les Tarahumaras. L’artiste exécute aussi de petits dessins, écrit, adapte. Mais sa vie d’écrivain et d’artiste est mise en pointillés entre les séances d’électrochocs, qui reprennent dès le mois de juin 1944, 12 séances du 23 mai au 16 juin 1944. Antonin Artaud écrit au docteur Latrémolière le 6 janvier 1945 : 

« L'électrochoc, M. Latrémolière, me désespère, il m'enlève la mémoire, il engourdit ma pensée et mon cœur, il fait de moi un absent qui se connaît absent et se voit pendant des semaines à la poursuite de son être, comme un mort à côté d'un vivant qui n'est plus lui, qui exige sa venue et chez qui il ne peut entrer. »

Le 23 août 1944, il envoie une lettre demandant à sa mère de faire interrompre le traitement à l’électrochoc. À chaque série de séances, il perd conscience pendant deux ou trois mois. Il dit avoir besoin de cette conscience pour vivre : « Ce traitement est de plus une torture affreuse parce qu'on se sent à chaque application suffoquer et tomber comme dans un gouffre d'où votre pensée ne revient plus »,,.
Dès janvier 1945, Artaud commence à faire de grands dessins en couleurs qu’il commente ainsi dans une lettre à Jean Paulhan du 10 janvier 1945 : « Ce sont des dessins écrits, avec des phrases qui s'encartent dans les formes avant de les précipiter. » Le mois suivant, il se met à travailler quotidiennement sur de petits cahiers d’écoliers où il écrit et dessine. Ce sont les Cahiers de Rodez, mêlant écriture et dessins. À Rodez, en quinze mois, Artaud en réalise une centaine. Après les 106 cahiers de Rodez, suivront les 300 cahiers dits du retour à Paris .
1945 est l’année de la renaissance créatrice d’Artaud. Inlassablement, il écrit, le sujet de ses textes est toujours la question d’un autre théâtre à inventer. En regard de ses grands dessins, l’artiste rédige des commentaires. Evelyne Grossman y voit « L'interaction théâtralisée, scénarisée et cruelle, du dessin et de la lettre chez Artaud [...] Les commentaires poétiques et critiques que Artaud offre ici de ses propres dessins, après qu'il a si souvent écrit et depuis le début des années vingt, sur tant d'autres peintres (Masson, Lucas de Leyde, Balthus) [...] pour être rassemblés comme Écrits sur l'art. » Deux ans plus tard, dans une lettre adressée à Marc Barbezat, Artaud écrit : « J'ai idée d'opérer un nouveau rassemblement de l'activité du monde humain, idée d'une nouvelle anatomie. Mes dessins sont des Anatomies en action. »
Cette même année, Les Tarahumaras sont publiés par Henri Parisot dans la collection « L’Âge d’or » qu’il dirige aux éditions Fontaine sous le titre Voyages au pays des Tarahumaras. Des écrits d’Artaud sortent de l’hôpital malgré les protestations du docteur Ferdière qui protège les droits financiers et moraux d’Artaud au nom de la défense de biens des aliénés placés sous autorité administrative. Ce sont les Lettres de Rodez qui paraîtront l’année suivante, en avril 1946
En septembre 1945, Jean Dubuffet rend visite à Antonin Artaud. Il s’ensuivra avec Jean et madame Dubuffet une correspondance affective, d’autant plus que les recherches de Dubuffet le conduisent très souvent dans des asiles d’aliénés. En 1946, Dubuffet fait le portrait d’Artaud : Antonin Artaud, cheveux épanouis ,. Il fait part à Dubuffet et à Paulhan de son désir de sortir de l’hôpital. Dubuffet s’enquiert des possibilités de sorties. Peu avant, Artaud a lancé des appels à Raymond Queneau et Roger Blin pour qu’on vienne le chercher. Il dit avoir été libéré par le docteur Ferdière. Ferdière a en effet envisagé de le faire sortir mais il temporise car Artaud se déclare toujours la proie d’envoûtements, en particulier dans une lettre à Jean-Louis Barrault le 14 septembre 1945.
En février 1946, les éditions Guy Lévis Mano (GLM) publient sous le titre de Lettres de Rodez plusieurs lettres d’Artaud à Henri Parisot.
Marthe Robert et Arthur Adamov rendent visite à Artaud le 26 et 27 février 1946, Henri et Colette Thomas les 10 et 11 mars. Dès le 28 février, Artaud demande, dans une lettre à Jean Paulhan, qu’on le fasse sortir de toute urgence : 

« [...] Et je vous demande, Jean Paulhan, de faire quelque chose pour que la liberté me soit enfin rendue. Je ne veux plus m'entendre dire par aucun médecin comme cela a été dit ici : Je suis là, Monsieur Artaud, pour redresser votre poésie. Ma poésie me regarde seul et un médecin pas plus qu'un agent de police n'a aucune compétence en matière de poésie, et c'est cela que les médecins, depuis 9 ans, n'ont jamais compris chez moi. »

De retour à Paris, les visiteurs d’Artaud, très impressionnés par l’environnement asilaire, considèrent qu’il est nécessaire qu’il revienne à Paris. Un « Comité de soutien des amis d’Antonin Artaud » présidé par Jean Paulhan, et dont Jean Dubuffet est secrétaire, regroupe notamment Arthur Adamov, Balthus, Jean-Louis Barrault, André Gide, Pierre Loeb, Pablo Picasso, Marthe Robert, Colette et Henri Thomas. Roger Blin et Colette Thomas s’emploient à organiser un gala au profit d’Artaud au Théâtre Sarah-Bernhardt.

### Retour à Paris et dernières années (1946-1948)

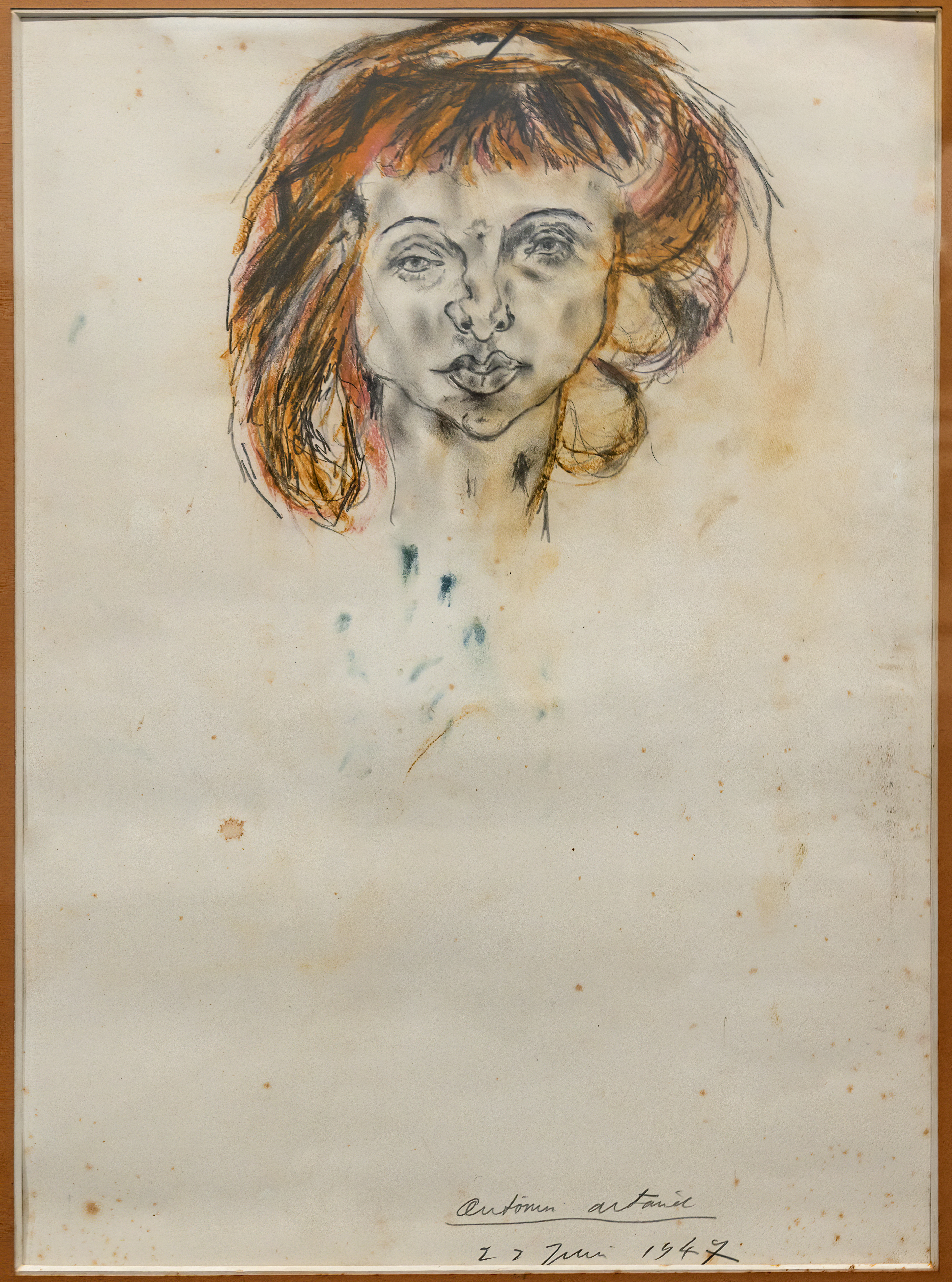
Portrait de Lily Dubuffet, 1947.

Les amis d’Artaud obtiennent qu’il sorte de l’asile de Rodez et retourne à Paris dans une clinique « ouverte », celle du docteur Delmas, à Ivry. Le 26 mai 1946, Jean Dubuffet, Marthe Robert, Henri et Colette Thomas l’accueillent à la gare d’Austerlitz. Le 7 juin de la même année, une séance d’hommage à Antonin Artaud est donnée au Théâtre Sarah-Bernardt, avec un discours d’André Breton en ouverture, et des textes d’Artaud lus notamment par Adamov, Jean-Louis Barrault, Rober Blin, Alain Cuny, Jean Vilar et Colette Thomas. Le 8 juin, il enregistre à la radio Les malades et les médecins, texte diffusé le 9 juin, publié dans le numéro 8 de la revue Les Quatre Vents,. Le 13 juin, la vente aux enchères de tableaux offerts par des artistes (Pierre Brasseur en est le commissaire priseur), lui rapporte assez d’argent, ajoutée à la faible somme recueillie au théâtre Sarah-Bernardt et à ses droits d’auteur, pour vivre jusqu’à sa mort.
Durant la période où il est hébergé dans la clinique d’Ivry-sur-Seine, Artaud est libre de ses mouvements. Il y écrit sur plus de quatre cents cahiers d’écolier, dessine des autoportraits et des portraits de ses amis à la mine de plomb et craies de couleurs. Toujours souffrant, Artaud a repris sa consommation de drogues pour calmer ses douleurs. Il n’effectue pas un séjour de désintoxication, mais continue d’écrire. Il donne notamment au metteur en scène Michel de Ré le texte Aliéner l’acteur. Il écrit également une Lettre contre la Cabale adressée à Jacques Prevel publiée en 1949 chez Aumont, et le 22 juin, il signe deux contrats avec Marc Barbezat : pour L’Arve et l’Aume et pour Les Tarahumaras.
Du 14 septembre au 4 octobre 1946, Artaud séjourne à Sainte-Maxime avec Colette Thomas (qui y possède une maison de famille), Paule Thévenin et Marthe Robert. Il y écrit L’Adresse au Dalaï Lama et L’Adresse au Pape  et y termine Le Retour d’Artaud le Momo. Il corrige aussi des textes de 1925 en vue de la parution de ses œuvres complètes chez Gallimard (celles-ci ne seront finalement publiées que de façon posthume).

Le 13 janvier 1947, devant une salle comble au Théâtre du Vieux-Colombier, Artaud fait un retour éclatant sur scène avec une conférence intitulée d’après l’affiche : Histoire vécue d’Artaud-Momo, Tête à tête par Antonin Artaud, Le Retour d’Artaud le Momo Centre Mère et Patron Minet-La Culture indienne. Selon André Gide, 

« Il y avait là, vers le fond de la salle [...] qui pouvait contenir environ 300 personnes, une douzaine de plaisantins venus à cette séance avec l'espoir de rigoler [...]. Mais non, après un timide essai de chahut […] nous assistâmes à un spectacle prodigieux, Artaud triomphait, tenait en respect la moquerie, la sottise insolente, il dominait […]. Jamais encore Antonin Artaud m'avait paru plus admirable. De son être matériel plus rien ne subsistait que d'expressif […]. En quittant cette mémorable séance, le public se taisait. »

— André Gide, dans Combat du 19 mars 1948, paru après la mort d’Artaud.
À la fin de l'année 1947 paraissent coup sur coup Artaud le Momo (Bordas), Van Gogh le suicidé de la société (K éditeur) et Ci-git (K éditeur).
Le 28 novembre 1947, Artaud enregistre pour la radio Pour en finir avec le jugement de dieu avec la participation de Maria Casarès, Paule Thévenin et Roger Blin. Programmée pour le 1er février 1948, l’émission ne sera finalement pas diffusée, le directeur de la Radiodiffusion française, Wladimir Porché, s’effrayant du langage trop cru employé par Artaud (et ce contre l’avis favorable d’un jury composé d’artistes et de journalistes). Le texte fera l’objet d’une publication posthume en avril 1948.

Atteint d’un cancer du rectum diagnostiqué trop tard, Antonin Artaud est retrouvé mort sur son lit, dévêtu, en position assise, une chaussure à la main le matin du 4 mars 1948, probablement victime d’une surdose d’hydrate de chloral. Sur la dernière page de son dernier cahier de brouillon (cahier 406, feuillet 11), figurent comme dernière phrase :

« De continuer à / faire de moi / cet envoûté éternel / etc. etc. »

Quelques heures après sa mort, toutes ses affaires – notes, livres, cahiers, manuscrits, dessins accrochés aux murs – sont volées ou mises en sécurité, selon les interprétations.
Antonin Artaud est enterré civilement au cimetière parisien d’Ivry par le cercle de ses amis. Sa famille fera transférer ses restes près de trente ans plus tard (avril 1975) au cimetière Saint-Pierre à Marseille.
Artaud avait convenu par contrat avec les éditions Gallimard en date du 6 septembre 1946, de la publication de ses œuvres complètes (composées d’au moins quatre tomes), dont il avait lui-même dressé la liste dans une lettre datée du 12 août 1946 à Gaston Gallimard. Ces œuvres complètes verront finalement le jour de façon posthume et sous une forme très différente, en vingt-cinq volumes, par l'entremise de Paule Thévenin.

## Artaud et le surréalisme: des rapports marqués d'ambivalence
L’esthétique d’Artaud se construit constamment en rapport au surréalisme, d’abord en s’en inspirant, puis en le rejetant (notamment sous la forme que lui donne André Breton).
André Breton, dans son premier Manifeste du surréalisme (1924), mentionne Artaud en passant, sans lui accorder une importance particulière. Le second Manifeste (1930) arrive après la rupture d’Artaud avec les surréalistes, et Breton lui adresse une critique sévère, quoique esthétiquement peu développée (ses griefs sont surtout d’ordre personnel). Il dénonce notamment le fait que l’« idéal en tant qu’homme de théâtre » d’« organiser des spectacles qui pussent rivaliser en beauté avec les rafles de police » était « naturellement celui de M. Artaud ».
Ce jugement qui paraissait irrévocable est corrigé par André Breton après l’hospitalisation d’Artaud : dans l'Avertissement pour la réédition du second manifeste (1946), Breton dit n’avoir plus aucun tort à compter à Desnos et Artaud, à cause des « événements »(Desnos est mort en camp de concentration et Artaud passe plusieurs mois en psychiatrie à subir des électrochocs). Pure politesse peut-être ; reste que Breton, dans des entretiens publiés en 1952, reconnaît à Artaud une profonde influence sur la démarche surréaliste. Il dit également de lui qu’il était « en plus grand conflit que nous tous avec la vie ».
Pour Jean-Pierre Le Goff, la démarche surréaliste est essentiellement ambivalente, « marquée à ses deux pôles par les figures d’André Breton et d’Antonin Artaud ». Ces deux visions du surréalisme sont comme opposées et complémentaires à la fois. Breton cherchait essentiellement la beauté et l’émerveillement dans la vie, il souhaitait dompter au moyen de l’art « l’altérité inquiétante » de l’inconscient, centrant sa pensée sur la « dynamique positive de l’Eros » aboutissant à la révolution.
Artaud rompt avec cette vision de la poésie et de la vie, expliquant dans son texte « À la grande nuit ou le bluff surréaliste » qu’« ils [les surréalistes] aiment autant la vie que je la méprise ». La rage d’exister d’Artaud n’est pas caractérisée par la capacité de s’émerveiller, mais au contraire par la souffrance et l’angoisse incurables. Cela se ressent dans son esthétique littéraire : Artaud déclare dans Le Pèse-nerfs que « toute l’écriture est de la cochonnerie »
. En fait, il refuse violemment toute parenté avec la littérature et les littérateurs. Toujours dans Le Pèse-Nerfs il poursuit : « Toute la gent littéraire est cochonne, et spécialement celle de ces temps-ci. Tous ceux qui ont des points de repère dans l'esprit, je veux dire d'un certain côté de la tête, sur des emplacements bien localisés de leur cerveau, tous ceux qui sont maîtres de leur langue, tous ceux pour qui les mots ont un sens, tous ceux pour qui il existe des altitudes dans l'âme, et des courants de la pensée, ceux qui ont l'esprit de l'époque, et qui ont nommé ces courants de la pensée, [...] sont des cochons. » Artaud s’éloigne ainsi irrémédiablement de tout platonisme en art : « Platon critique l'écriture comme corps. Artaud comme l'effacement du corps, du geste vivant qui n'a lieu qu'une fois. »
Le regard posé par Artaud sur Breton était ambivalent. En 1937, au moment où il écrit les Nouvelles révélations de l’être, il appelle Breton « l’Ange Gabriel ». Il s’adresse à lui de la même façon dans les lettres qu’il lui écrit depuis l’Irlande. Mais Breton est aussi celui dont Artaud dira (à son ami Jacques Prevel), vers la fin de sa vie, à Paris : « Si vous remuiez la poésie d'André Breton avec un crochet de chiffonnier, vous y trouveriez des vers » (En compagnie d’Antonin Artaud, de J. Prevel).

Lors de l’exposition surréaliste à la galerie Maeght, en juillet 1947, André Breton lui avait demandé d’y participer. Le refus d’Artaud dans une lettre à Breton datée du 28 février 1947, ne laisse aucun doute sur sa position vis-à-vis du surréalisme. Il écrit : 

« Mais comment, après cela, André breton, et après m'avoir reproché d'apparaître dans un théâtre, m'invitez-vous à participer à une exposition, dans une galerie d'art, hyper-chic, ultra-florissante, retentissante, capitaliste (eût-elle ses fonds dans une banque communiste) et où toute manifestation, quelle qu'elle soit ne peut plus avoir que le caractère stylisé, fermé, fixe, d'une tentatrice d'art. »

## L’influence d’Antonin Artaud
Antonin Artaud a eu une profonde influence sur le théâtre, notamment le théâtre américain, mais aussi sur les situationnistes de la fin des années 1960 qui se réclamaient de son esprit révolutionnaire.
Pierre Hahn rapporte qu’en mai 1968, au moment où les universités étaient occupées, la Lettre aux recteurs des universités d’Artaud était affichée sur la porte d’entrée. 

« Le journal Le Mave citait dans son unique numéro un extrait du solitaire de Rodez. Et Pour une critique révolutionnaire présentait une affiche représentant une faculté incendiée, avec un texte tiré de la conférence d'Antonin Artaud au Vieux Colombier le 13 janvier 1947. »

 Artaud y disait entre autres : « Je me suis rendu compte que l’heure est passée de réunir des gens dans un amphithéâtre même pour leur dire des vérités et qu’avec la société et son public, il n’y a pas d’autre langage que celui des bombes, des mitrailleuses et tout ce qui s’ensuit - Antonin Artaud cité par Pierre Hahn ». Artaud ne pouvait évidemment qu’attirer vers lui des révolutionnaires extrêmes comme le sont les situationnistes.
De même, le théâtre de l’extrême que fut le théâtre américain des années 1960, a pris au pied de la lettre les consignes données par Antonin Artaud dans le théâtre de la cruauté. Dans The Brig du Living Theatre, les acteurs sont enfermés dans des cages, humiliés, frappés, réduits aux éléments passifs et neutres dont parle Artaud : « Sans élément de cruauté à la base de tout spectacle le théâtre n'est pas possible. Dans l'état de dégénérescence où nous sommes, c'est par la peau qu'on fera rentrer la métaphysique dans les esprits. »
René Lalou rappelle que « Avec les manifestes du Théâtre de la cruauté, comme avec les représentations des Cenci où il associait Stendhal à Shelley, Artaud fut l'un des rénovateurs de la mise en scène, et Jean-Louis Barrault a toujours reconnu ce qu'il lui devait. »
Christian Gilloux compare la réflexion d’Artaud sur ce que doit être le théâtre, avec l’interprétation qu’en a faite Peter Schumann dans le Bread and Puppet Theatre. « Il n'y aura pas de décor ; ce sera assez pour cet office des personnages hiéroglyphes, des costumes rituels, des mannequins de dix mètres de haut… Ces consignes d'Antonin Artaud pourraient être attribuées à Peter Schumann. » La forme épurée, minutieusement façonnée, la lenteur des processions, ce jeu artaudien des Doubles que l’on retrouve dans le Bread and Puppet part de « Cette conception du théâtre baroque qui fait l'homme à la fois l'enveloppe extérieure par laquelle la vie se manifeste et le lieu où elle joue ses drames - Franck Jotterand cité par Christian Guilloux. »
Le renouveau de la mise en scène par les auteurs du Nouveau Théâtre provient en grande partie de leur lecture d’Antonin Artaud et de la manière dont il a conçu l’écriture scénique.
La conception par Artaud de son Théâtre de la Cruauté est fréquemment citée comme source d'influence pour certains cinéastes, tel Gaspar Noé ou plus généralement le mouvement du New Extremism .

## Postérité et hommages
Le 16 janvier 1948, Artaud reçoit le Prix Sainte-Beuve pour Van Gogh le suicidé de la société.
En 1973, le groupe de rock argentin Pescado Rabioso, mené par Luis Alberto Spinetta, nomme son troisième album « Artaud » en référence au poète. Spinetta consacre l’œuvre à Artaud après l’avoir bien lu. La thématique est une réponse au désespoir créé par sa lecture. L’album sera reconnu comme le meilleur album de rock argentin, dans une liste faite par le magazine Rolling Stone (Argentine) en 2007.
En 1981, la chanteuse Colette Magny lui consacre le disque Thanakan.
En 1983, le groupe de batcave anglais Bauhaus consacre une chanson à l’écrivain dans son album Burning from the Inside.
En 1986, FR3 diffuse la conférence donnée par Artaud le 13 janvier 1947 au Vieux Colombier, « devant une salle comble ».
En 1989 le groupe de batcave français Les Tétines Noires (LTNO) publie le morceau Crazy Horses sur leur premier album Fauvisme et Pense-Bête, dans lequel il utilise pour les paroles des extraits de poèmes d'Antonin Artaud.
En 2003, l'écrivain Bernard Noël publie Artaud et Paule aux éditions Lignes/Léo Scheer.
En 2010, du 5 octobre au 6 novembre au Théâtre de l’Atelier, Carole Bouquet a lu les Lettres à Génica et autres poèmes d’Artaud. Elle a réitéré sa performance à Rodez en 2011, invitée par l’association Rodez Antonin Artaud.
En 2013, l’association Rodez Antonin Artaud créée par Mireille Larrouy, professeure de français, a présenté une exposition : Antonin Artaud, autoportraits.
En 2014, du 11 mars au 6 juillet, le musée d’Orsay a présenté une exposition associant Vincent van Gogh et Antonin Artaud. Les œuvres de van Gogh étaient présentées dans un parcours qui mêlait une sélection de tableaux du peintre, des dessins et des lettres de Van Gogh avec des œuvres graphiques d’Artaud. Le texte d’Antonin Artaud Van Gogh le suicidé de la société a été lu à cette occasion tous les soirs.
En 2015, la Compagnie du Chêne Noir a repris la conférence du 13 janvier 1947 Artaud le Momo, dans une mise en scène de Gérard Gelas au Théâtre des Mathurins sous le titre Histoire vécue d’Artaud-Mômo du 29 janvier au 12 avril, avec Damien Remy dans le rôle d’Antonin Artaud.
Le monde de la chanson lui a également rendu hommage en l’évoquant ou en le citant. Serge Gainsbourg en 1984, Serge Gainsbourg lui consacre un couplet de sa chanson Hmm, hmm, hmm de l’album Love on the beat :
« Çui-là pour l'égaler faut s'lever tôt
J'veux parler d'Antonin Artaud
Ouais le génie ça démarre tôt
Mais y a des fois ça rend marteau. »
Une piste de l’album Folkfuck Folie, publié en 2007 par le groupe de black metal français Peste noire, est un « extrait radiophonique d’Antonin Artaud ».
Une chanson du triple album Messina de Damien Saez lui rend hommage en 2012. Intitulée Les fils d’Artaud, la chanson évoque l’auteur :
« Aux enfants de Truffaut
À ces océans sans rivage
À nous les fils d'Artaud
Aux enfants de Truffaut
Aux amours sans chapelle
À nous les fils d'Artaud
Aux nuits à bouffer ton fiel. »
Hubert Félix Thiéfaine, célèbre pour ses textes flous et philosophiques, glisse un passage d’une conférence de Artaud à la fin de son morceau Quand la banlieue descendra sur la ville de la compilation 40 ans de chansons.

## Œuvre

### Œuvre graphique et manuscrits
Le 3 mars 1948, par testament olographe sur papier simple, Antonin Artaud écrit : « ... Je donne qualité à Madame Paule Thévenin 33 rue Gabrielle à Charenton pour recevoir toutes les sommes qui me sont dues sur la vente de mes livres Van Gogh, Ci-Gît, Suppôt et supplications, Les trafics d'héroïne à Montmartre, Pour en finir avec le jugement de Dieu. PS : Il est entendu que les droits de traduction de ces livres devront aussi lui être remis, à charge pour elle de m'en reverser le montant ». Remis en cause par les héritiers[Qui ?], le travail de Paule Thévenin a donné lieu à une « affaire des manuscrits d’Antonin Artaud » dont le journal Libération s’est fait l’écho en 1995. Parmi ces documents, se trouvaient les dessins d’Artaud que la Bibliothèque nationale de France a exposés en 2007 avec un ensemble de manuscrits relatifs à l'auteur.
Les dessins d’Antonin Artaud ont été réunis par Paule Thévenin et Jacques Derrida dans Antonin Artaud, dessins et portraits paru le 31 octobre 1986, réédité chez Gallimard en 2000. En 1994 Paule Thévenin a fait un important legs des dessins d’Antonin Artaud au Centre Pompidou, ce qui permet d’accéder à environ une quarantaine de ses œuvres que Jean Dubuffet, amateur de l’art des fous appréciait grandement lorsqu’il avait rendu visite à Artaud à Rodez.
On peut consulter en ligne une grande partie des œuvres graphique dont dispose le Centre national d’art et de culture Georges-Pompidou. À titre d’exemple, pour éviter un copié-collé intégral, sont donnés ci-dessous la plus ancienne et la plus récente accessibles en ligne :
- 1921, Autoportrait, mine graphite sur papier 21 × 13,7 cm conservé au Centre national d’art et de culture Georges-Pompidou, legs Mme Paule Thévenin, 1994[165].
- 1948 (2 mars), Sans titre, mine graphite sur papier 64 × 49 cm, legs Mme Paule Thévenin, 1994[166].

Les dessins et peintures d’Artaud ont été exposés de son vivant par Pierre Loeb à la galerie Pierre du 2 au 20 juillet 1947 sous le titre Portraits et dessins par Antonin Artaud. C’est précisément Pierre Loeb qui avait conseillé au poète d’écrire sur van Gogh, après qu’Artaud, bouleversé par l’exposition Van Gogh du 2 février 1947, au musée de l’Orangerie lui eut fait part de ses impressions, rédigées très rapidement et publiées sous le titre Van Gogh le suicidé de la société. À cette époque, chez Pierre Loeb, Hans Hartung a manifesté auprès du critique d’art Charles Estienne, le désir d’illustrer les textes d’Artaud. Lorsqu’il apprend cela, Artaud réagit violemment dans une lettre adressée à « Mr. Archtung » auquel il explique crument qu’il ne saurait en être question. « Car ses œuvres relèvent de l'invisible et de l'intime. Les faire illustrer par quelqu'un d'extérieur serait de l'ordre de l'obscénité. Il est le seul à pouvoir prétendre à la manifestation  de ses œuvres. Et puis, lui-même, il dessine  des ombres,  des barres. » La lettre comporte une de ses formes noircies, brutes dont il a le secret, qui sont ses gris-gris. Beaucoup de ses œuvres sont conservées au Centre Pompidou, dont un autoportrait de décembre 1947, et un portrait de Henri Pichette

### Écrits

#### Écrits publiés de son vivant
- Tric Trac du Ciel, illustré de gravures sur bois d'Élie Lascaux, Paris, Éditions de la Galerie Simon, D.-H. Kahnweiler, 1923
- L’Ombilic des limbes, Paris, Gallimard, N.R.F., 1925
- Le Pèse-nerfs, Paris, Leibovitz, 1925
- Correspondance avec Jacques Rivière, Paris, N.R.F., 1927
- La Coquille et le Clergyman, scénario
- L’Art et la Mort, Paris, Denoël, 1929
- Le Moine, raconté par Antonin Artaud. Traduction et adaptation, Paris, Denoël & Steele, 1931
- Le Théâtre de la cruauté (manifeste), Paris, Gallimard, N.R.F., 1932
- Héliogabale ou l’Anarchiste couronné, Paris, Denoël & Steele, 1934[173]
- Les Nouvelles Révélations de l’être, Paris, Denoël, 1937
- Le Théâtre et son double, Paris, Gallimard, 1938
- Révolte Contre La Poésie, Paris, Éditions du Pirate, MXXVIM [1943] Rodez
- Au pays des Tarahumaras, coll. « L’Âge d’or », Paris, éditions Fontaine, 1945
- Lettres de Rodez : Lettres à Henri Parisot, Paris, G.L.M., 1946 — cinq lettres publiées en 1946, d’autres Lettres de Rodez paraîtront après la mort d’Artaud[115]
- Van Gogh, le suicidé de la société, Paris, K éditeur, 1947
- Artaud le Mômo, illustré de huit dessins originaux de l'auteur, Paris, Bordas, 1947
- Ci-gît, précédé de la Culture indienne, Paris, K éditeur, 1947
- Pour en finir avec le jugement de dieu, Paris, K éditeur, 1948

#### Écrits publiés à titre posthume
- Supplément aux Lettres de Rodez, suivi de Coleridge le traite, Paris, G.L.M., 1949
- Lettre contre la Cabale (adressée à Jacques Prevel), Paris, Aumont, 1949.
- Lettres à Jean-Louis Barrault, préface de Paul Arnold - notes d’André Frank, Paris, Bordas Éditeur, coll. « Documents de la revue théâtrale », 1952
- Œuvres complètes, vingt-six tomes publiés (en 28 volumes), édition de Paule Thévenin, Paris, Éditions Gallimard, coll. « Blanche », 1956-1994
- Les Cenci, in Œuvres complètes, Paris, Gallimard, 1964
- L’Ombilic des limbes suivi de Le Pèse-Nerfs et textes surréalistes, Paris, Gallimard, coll. « Poésie », 1968
- Lettres à Génica Athanasiou, Paris, Gallimard, coll. « Le Point du jour », 1969
- Les Tarahumaras, Paris, éditions de l’Arbalète (Décines), 1955 [d'après l'édition Fontaine, 1945][117],[note 8]; réédition par le même éditeur, dir. Marc Barbezat, 1963  l'ouvrage contient des lettres au docteur Allendy, à Balthus, Jean-Louis Barrault, René Thomas, Jean Paulhan, un chapitre Surréalisme et révolution, L'homme contre le destin, Le Théâtre et les Dieux.
- Lettres à Annie Besnard, Paris, Le Nouveau Commerce, 1977
- Messages révolutionnaires (textes mexicains), Paris, Gallimard, coll. « Idées », 1979
- Dessins et portraits, texte de Jacques Derrida et Paule Thévenin, Paris, Gallimard, 1986
- L’Arve et l’Aume, accompagné de 24 lettres inédites à Marc Barbezat, Paris, L’Arbalète, 1989
- Nouveaux Écrits de Rodez, Lettres au docteur Ferdière et autres textes inédits, Préface de G. Ferdière, Paris, Gallimard, coll. « L’Imaginaire », 1994 ; rééd. en tirage limité à l’occasion des trente ans de la collection « L’Imaginaire », accompagnés d’un CD rassemblant des documents rares (témoignages d’André Breton et du Dr Gaston Ferdière), Paris, Gallimard, coll. « L’Imaginaire », 2007
- 50 Dessins pour assassiner la magie, édition et présentation d’Évelyne Grossman, Paris, Gallimard, 2004
- Suppôts et suppliciations, présentation d’Évelyne Grossman, Paris, Gallimard, coll. « Poésie », 2006
- Cahier d’Ivry, janvier 1948, fac-similé, édition et présentation d’Évelyne Grossman, Paris, Gallimard, 2006
- Histoire vécue d’Artaud-Mômo (texte des trois cahiers apportés par Antonin Artaud au Théâtre du Vieux Colombier le 13 janvier 1947), Saint-Clément-de-Rivière, éd. Fata Morgana, 2009
- Les Cenci, édition de Michel Corvin, Paris, Gallimard, coll. « Folio théâtre », 2011
- Cahiers d’Ivry - février 1947-mars 1948 (tome I : cahiers 233 à 309 ; tome II : cahiers 310 à 406), édition d’Évelyne Grossman, Paris, Gallimard, 2011
- Antonin Artaud - Lettres 1937-1943, édition établie par Simone Malausséna, préface de Serge Malausséna, introduction d’André Gassiot, Paris, Gallimard, 2015
- Je ne suis pas Nanaky, texte daté de 1946 et écrit à Paris, illustrations de Jean-Gilles Badaire, éd. Fata Morgana, 2020

### Documents sonores
- Van Gogh le suicidé de la société, émission radiophonique, INA, André Dimanche Éditeur, 1995.
- Le Rite du Peyotl chez les Tarahumaras
- Pour en finir avec le jugement de dieu, Sub Rosa, 1995 / INA et André Dimanche Éditeur, 1995
- Pour en finir avec le jugement de dieu, intégralité de l’émission et remix par Marc Chalosse, Artaud Remix, préface de Marc Dachy, France Culture, collection Signature, 2001
- Un extrait de Pour en finir avec le jugement de dieu

### Filmographie
Artaud acteur
- 1917 : Mater dolorosa d’Abel Gance
- 1923 : Fait divers de Claude Autant-Lara (court métrage) : Monsieur 2
- 1923 : L’Enfant roi de Jean Kemm
- 1924 : Surcouf de Luitz-Morat : Jacques Morel
- 1926 : Graziella de Marcel Vandal (tourné en Italie)
- 1926 : Le Juif errant de Luitz-Morat : Jacques Dupuis, dit Gringalet
- 1927 : Mathusalem ou l’éternel bourgeois de Jean Painlevé (cinq courtes séquences réalisées pour une pièce de théâtre d’Ivan Goll)
- 1927 : Napoléon d’Abel Gance : Marat ; (en 1935, sortie d’une nouvelle version modifiée et sonorisée)
- 1928 : La Passion de Jeanne d’Arc de Carl Theodor Dreyer : le moine Jean Massieu
- 1928 : Verdun, visions d’histoire de Léon Poirier : l’intellectuel
- 1928 : L’Argent de Marcel L’Herbier : Mazaud, le secrétaire
- 1928 : Autour de l’argent de Jean Dréville (documentaire) : lui-meme
- 1930 : Tarakanova de Raymond Bernard : le jeune tzigane
- 1930 : La Femme d'une nuit de Marcel L’Herbier (tourné à Berlin) : Jaroslav le traître
- 1931 : L’Opéra de quat’sous de Georg Wilhelm Pabst (version française, tournée à Berlin) : un apprenti mendiant
- 1931 : Faubourg Montmartre de Raymond Bernard : Follestat, un meneur de révolte
- 1931 : Verdun, souvenirs d’histoire de Léon Poirier (version sonorisée du film de 1928)
- 1932 : Mater Dolorosa d’Abel Gance
- 1932 : Les Croix de bois de Raymond Bernard : le soldat Vieublé
- 1932 : Coup de feu à l'aube de Serge de Poligny : le trembleur, chef de gang
- 1933 : L’Enfant de ma sœur de Henry Wulschleger : Loche
- 1934 : Sidonie Panache de Henry Wulschleger : l'émir Abd-el-Kader
- 1934 : Liliom de Fritz Lang : le rémouleur ange-gardien
- 1935 : Lucrèce Borgia d’Abel Gance : Savonarole
- 1935 : Kœnigsmark de Maurice Tourneur : Cyrus Back

Artaud dans le cinéma
- 1967 : Le Désordre à vingt ans de Jacques Baratier, comporte une séquence Artaud avec interview d’Arthur Adamov, Roger Blin, Alain Vian, etc.
- 1993 : En compagnie d’Antonin Artaud de Gérard Mordillat, scénario d’après Jacques Prevel par Gérard Mordillat et Jérôme Prieur, Arte éditions
- 1993 : La Véritable Histoire d'Artaud le Mômo de Gérard Mordillat et Jérôme Prieur, Arte éditions
- 2000 : Artaud cité : Atrocité d'André S. Labarthe, 47 min, production A.M.I.P. / France 3, collection Un siècle d’écrivains
- 2007 : Tumulte aux Ursulines d'Alexandre Deschamps, Nicolas Droin et Laurent Navarri, 15 min, entretien Alain Virmaux et Prosper Hillairet au Studio des Ursulines
- 2009 : Matricule 262 602 de Nicolas Droin et Alexandre Deschamps, 40 min, entretien d’Alain Virmaux et André Roumieux dans l’hôpital de Ville-Évrard.
- 2009 : Artaud aux Iles d’Aran de Rossa Mullin, Poolen Production Ltd
- 2011 : The Door Ajar de Paddy Jolley, Irlande, 89 min, Lst assembly